# Aéroport international Montréal-Trudeau
Pour les articles homonymes, voir Aéroport de Montréal, Trudeau, Dorval (homonymie) et YUL (homonymie).
L'aéroport international Montréal-Trudeau (code IATA : YUL • code OACI : CYUL • TC LID : YUL), anciennement aéroport de Dorval, est le principal aéroport international de la ville canadienne de Montréal, au Québec. Situé à Dorval, dans l'agglomération de Montréal, il accueille le trafic passager de la ville, l'aéroport international Montréal-Mirabel, autre aéroport de la Communauté métropolitaine de Montréal, n'étant plus desservi que par des vols cargo depuis 2004.
En 2018, selon Aéroports de Montréal, Montréal-Trudeau voit passer 19,4 millions de passagers, ce qui en fait le troisième aéroport le plus fréquenté du Canada, après Toronto–Pearson et Vancouver. Il est notamment réputé pour ses performances mondiales en matière de déneigement des pistes et voies de circulation et de dégivrage des avions en période hivernale, une réputation qui a été reconnue par l'attribution en 2008 du premier prix américain Balchen/Post dans la catégorie « grands aéroports ». Il tient son nom de Pierre Elliott Trudeau (1919-2000), ancien Premier ministre du Canada.
La dénomination YUL de l'AITA et reprise par l'OACI est composée de :
- Y : caractère réservé par le Canada (par exemple, YVR pour Vancouver, YOW pour Ottawa ou encore YSJ pour Saint-Jean) ;
- UL : du nom d'un radiophare morse de Kirkland, près de Dorval.

## Historique

### Naissance de Dorval
La naissance de l'aéroport de Dorval remonte au début des années 1940 alors que l'aéroport de Saint-Hubert, premier aéroport officiel de Montréal en service depuis 1927, ne suffit plus aux nouveaux besoins de l'aviation montréalaise. Dans le cadre de négociations, les ministères des Transports et de la Défense nationale convinrent de consacrer cet aéroport aux opérations militaires et de consacrer le nouvel aéroport aux opérations civiles et militaires. Le ministère des Transports acquiert alors le terrain du champ de courses de Dorval, qui offre selon lui le meilleur emplacement disponible. L'aéroport de Montréal (Dorval) commence ses activités le 1er septembre 1941 avec trois pistes pavées. Dès 1946, l'aéroport accueille déjà près d'un quart de million de passagers par an et plus d'un million au milieu des années 1950. Dorval est alors l'aéroport le plus achalandé au Canada.
Le 29 mai 1949, KLM inaugure sa liaison aérienne, Amsterdam – Montréal avec un Lockheed Constellation 749. Elle fut la première compagnie aérienne à relier Montréal à l'Europe continentale.
Le 3 octobre 1950, Air France inaugure sa liaison aérienne, Paris – Montréal (via des escales à Shannon et Gander) avec un Lockheed Constellation 749 d'une durée de 15 h 30.

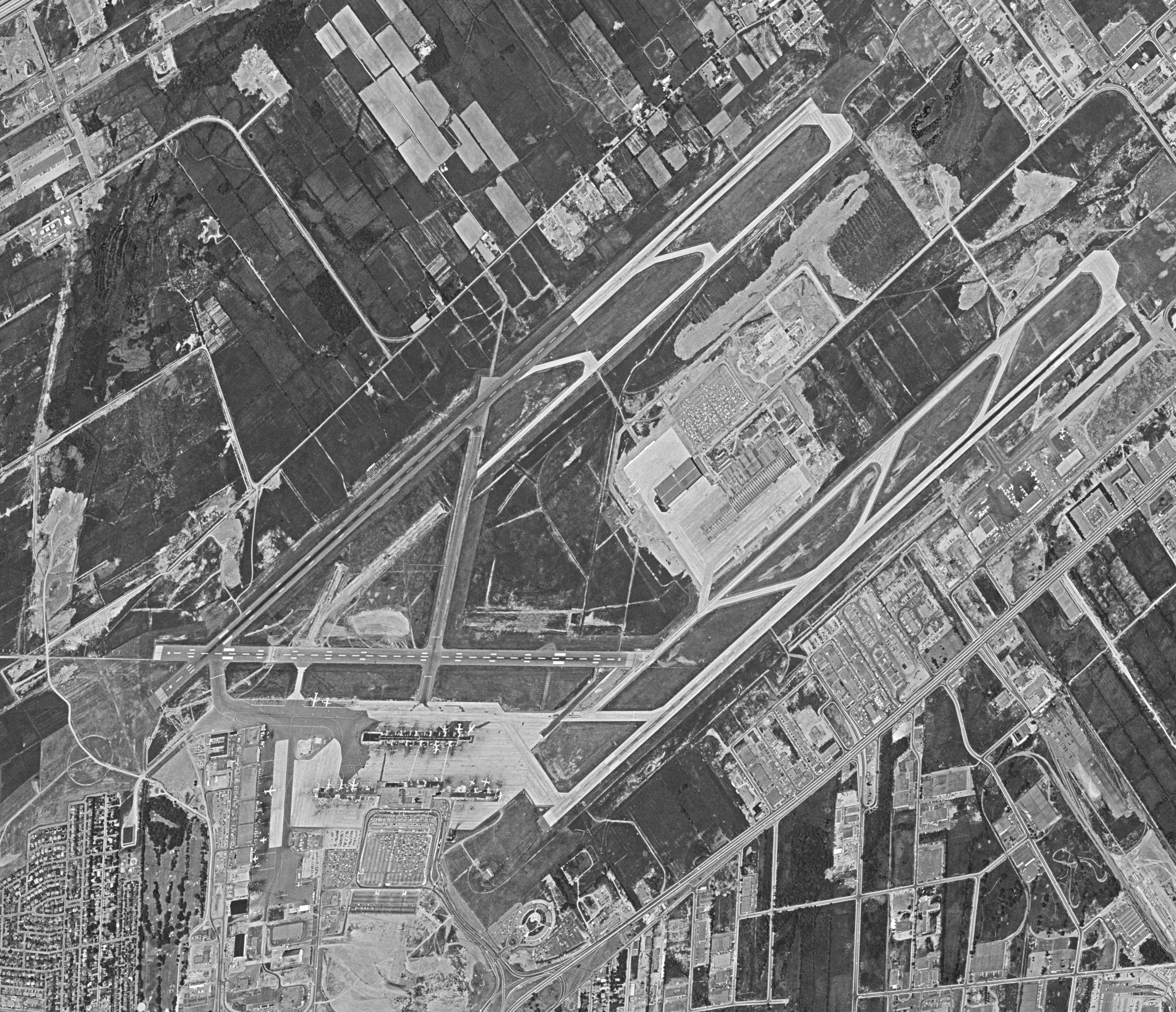
L’aéroport de Dorval en 1971.

En novembre 1960, l'aéroport est rebaptisé « Aéroport international Montréal-Dorval » et, le 15 décembre, le ministère des Transports inaugure la nouvelle aérogare, au coût de 30 millions de dollars. C'est alors le plus grand au Canada et l'un des plus grands dans le monde. Dorval est la porte d'entrée au Canada pour tout le trafic européen et l'aéroport accueille plus de deux millions de passagers en 1961. Huit ans plus tard, l'aéroport de Dorval nécessite un programme d'expansion majeur. Compte tenu de l'augmentation prévue du trafic aérien et des restrictions au développement de l'aéroport dans un milieu urbain, le gouvernement canadien décide de construire un nouvel aéroport à Sainte-Scholastique (Mirabel), où seront transférés les vols internationaux dès 1975.

### Entrée en scène de Mirabel
Le 29 novembre 1975, le nouvel aéroport international Montréal-Mirabel entre en service. Doté d'une zone opérationnelle de 7 000 hectares entourée d'une zone tampon de 29 000 hectares, il devient le plus vaste site aéroportuaire du monde en prenant en charge tous les vols internationaux, de même que certains vols de correspondance à destination des grands centres urbains du pays. Vingt-trois lignes aériennes internationales y transfèrent leur activité intercontinentale. Conséquemment, l'Aéroport international Montréal-Dorval doit redéfinir sa propre vocation aéroportuaire en assurant les vols intérieurs (au Canada) ainsi que les services transfrontaliers à destination des États-Unis. Dans les années qui vont suivre, un nouvel environnement d'affaires va prendre place à l'échelle du continent.
D'autre part, les querelles intergouvernementales consécutives au choix du site de Mirabel feront que les liens autoroutiers et ferroviaires prévus ne seront pas construits et que Dorval gardera les vols intérieurs et transfrontaliers. Mirabel perdra en 1997 tous les vols sauf les vols charter internationaux, lesquels seront finalement transférés à Dorval en 2004.

### Rôle d'Aéroports de Montréal
En décembre 1986, le gouvernement fédéral annonce que Dorval et Mirabel seront réunis en un système aéroportuaire intégré sous une seule structure de gestion. La mise en place de cette nouvelle structure débutera le 1er avril 1988 sous le nom d'Aéroports de Montréal. En 1993, Aéroports de Montréal termine son premier exercice complet, voué au développement simultané des deux aéroports dans une optique de développement régional intégré. En 1995, Aéroports de Montréal annonce un programme d'investissement de 150 millions de dollars pour restaurer de fond en comble l'Aéroport international Montréal-Dorval et modifier certaines des infrastructures de l'Aéroport international Montréal-Mirabel.
Chacun des deux aéroports internationaux dispose aujourd'hui d'une mission et d'un créneau de développement spécifiques pour être concurrentiel à l'échelle de l'Amérique du Nord. L’aéroport international Pierre-Elliott-Trudeau de Montréal offre aux compagnies aériennes et aux voyageurs des correspondances intégrées sur tous les types de vols réguliers tandis que l'Aéroport international Montréal-Mirabel développe les secteurs du cargo et de l'industriel.

### Depuis 2004

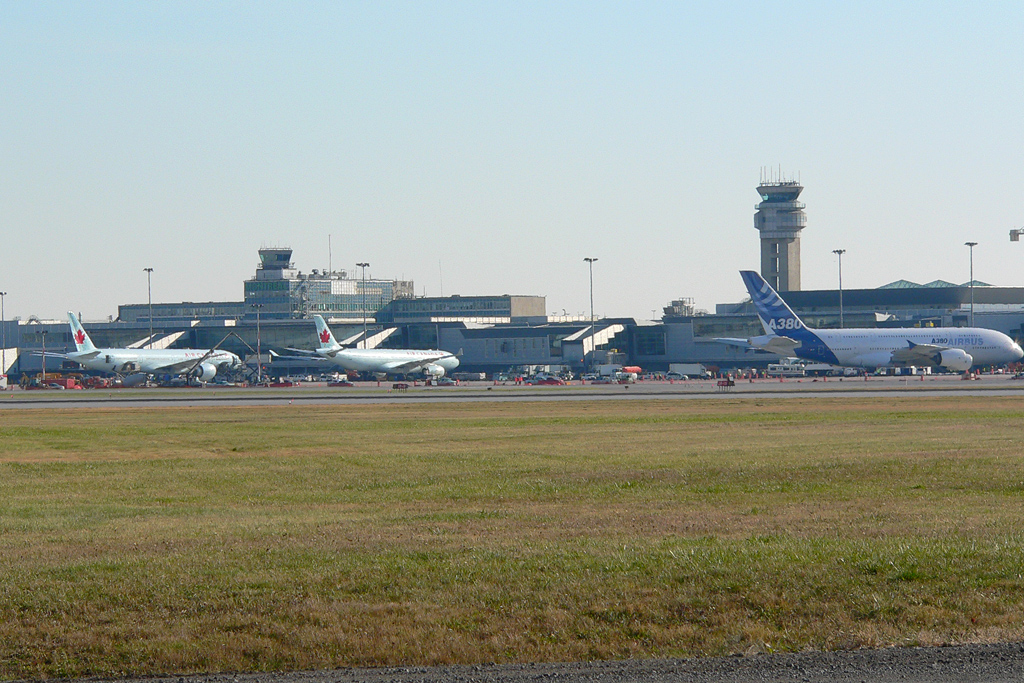
L'Airbus A380 (à droite) à YUL le 12 novembre 2007.

Anciennement appelé Aéroport international de Montréal-Dorval, il fut rebaptisé le 1er janvier 2004 à la mémoire de l'ancien premier ministre du Canada Pierre Elliott Trudeau, au grand dam des expropriés de l'aéroport de Mirabel (construit en rase campagne sous le gouvernement Trudeau et maintenant pratiquement abandonné).
En juin 2005, la nouvelle jetée internationale et le complexe des arrivées internationales furent inaugurés et sont maintenant en opération. L'aéroport international Pierre-Elliott-Trudeau fut l'un des premiers aéroports au monde à disposer d'une barrière d'embarquement pouvant accueillir le nouvel Airbus A380. Le 12 novembre 2007, près de 500 personnes sont arrivées de Paris-Charles-de-Gaulle à bord de l'Airbus A380 (MSN007). Il est ensuite parti en Floride, pour ensuite revenir à Montréal le 15 et enfin retourner à Toulouse. Depuis 2006, ADM poursuit les rénovations et les agrandissements de l'aéroport international Pierre-Elliott-Trudeau de Montréal avec, en 2006, l'agrandissement et la modernisation du hall des arrivées, en 2007, la rénovation de l'aérogare pour vols intérieurs, en 2008, la rénovation de l'aéroquai et finalement, en 2009, l'ouverture d'un hôtel sous la bannière Marriott, ainsi que le hall des départs vers les États-Unis. Fin mars 2009, ADM transfère aux étages supérieurs de cet hôtel son siège social du centre-ville.
Tous ces agrandissements et rénovations sont l'œuvre des architectes Cardinal Hardy, Provencher Roy (en), Jodoin Lamarre Pratte et ARCOP (en) architectes. Pour cette réalisation, ils ont reçu une mention de l'institut d'acier d'armature du Québec, le prix d'excellence de la construction en acier (2004), et une mention de l'institut canadien de la construction en acier dans la catégorie : projets commerciaux et institutionnels.
Le 29 juin 2011, Qatar Airways inaugure sa première liaison aérienne canadienne entre Doha et Montréal,.
Le 3 juin 2014, Turkish Airlines et Copa Airlines inaugurent toutes deux, une liaison aérienne entre Istanbul et Montréal ainsi que Panama et Montréal,,,.

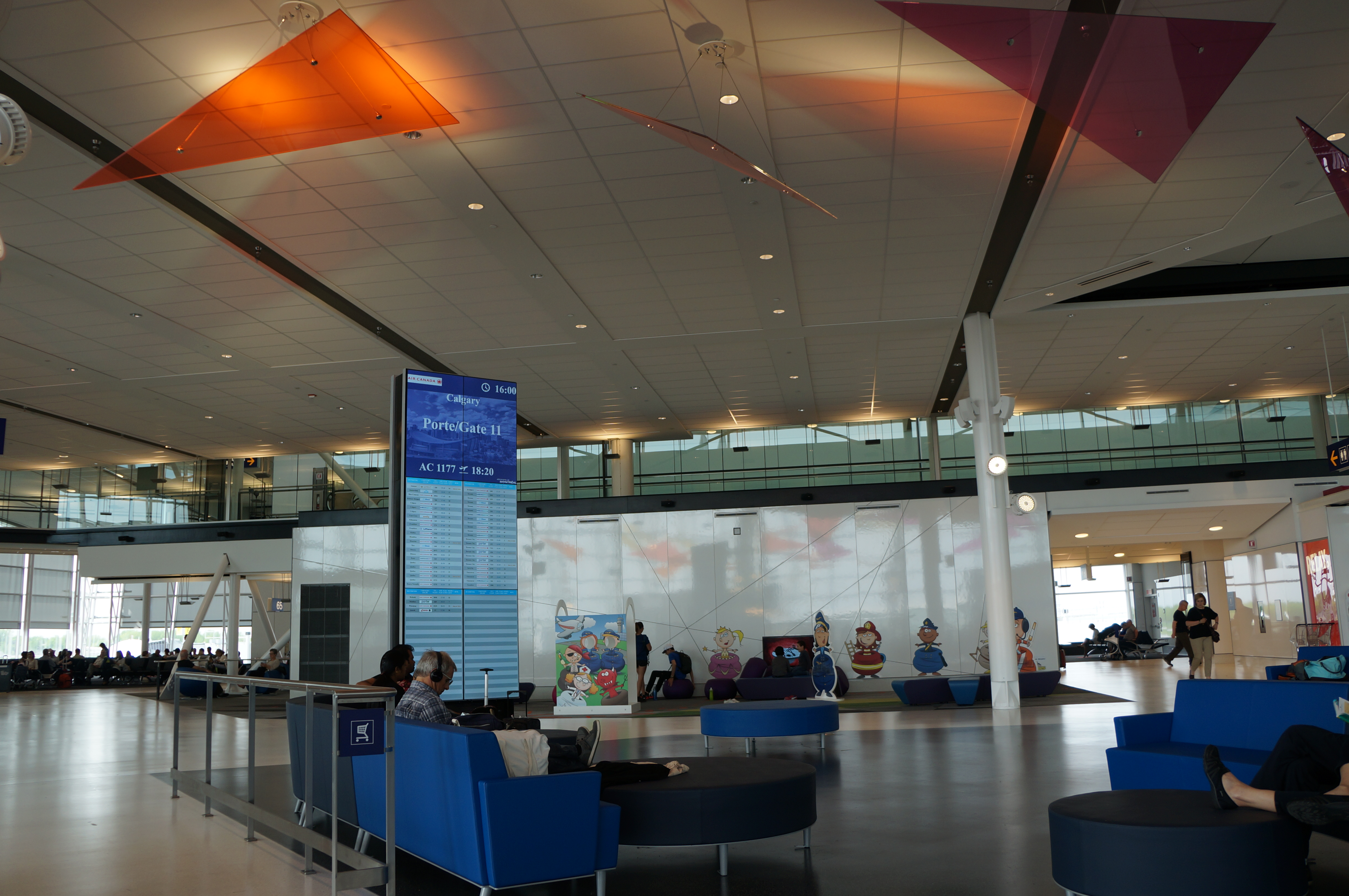
Nouvelle aire d'attente inaugurée dans la zone internationale le 10 mai 2016.

Le 29 septembre 2015, Air China a inauguré la première liaison aérienne entre l'Asie et Montréal en volant vers Pékin trois fois par semaine, avec un prolongement vers La Havane.
Le 10 mai 2016, 4 nouvelles portes d'embarquement ont été inaugurées dans la partie internationale ainsi qu’une nouvelle aire commerciale entre les portes existantes 52 et 53.

### Rénovations futures
- Le 30 avril 2018, Philippe Rainville, PDG d’Aéroports de Montréal, annonce un plan d’investissement de 2,5G$ afin, entre autres, de moderniser de fond en comble l'aérogare actuel, de construire de nouvelles jetées afin d’accueillir entre 10 et 14 nouvelles portes d’embarquement[19].
- Ajuster la disponibilité des places de stationnement en fonction de la croissance de la demande ; établir une liaison optimale et attrayante entre le débarcadère et le Réseau express métropolitain (REM) pour les passagers ; planifier la reconstruction du débarcadère, dont la fin de vie utile est prévue à partir de 2026 ; unifier le design architectural de la façade (la signature de Montréal-Trudeau) à la suite des modifications apportées au débarcadère et aux stationnements avoisinants.
- Les barrières d'embarquement atteignent leur capacité maximale tant pour les vols internationaux que domestiques. Il devient de plus en plus fréquent d'utiliser les parkings éloignés des aéronefs, nécessitant ainsi le transport accru de passagers par autobus. Des solutions sont actuellement à l'étude pour atténuer les impacts de cette contrainte.
- Les quais de chargement des bagages sont également saturés. En 2017, le record historique de manutention de plus de 22 000 valises en une seule journée, établi en 2016, a été dépassé à plus de trente reprises. À court terme, il sera nécessaire d'augmenter la capacité de stockage ou d'envisager la construction d'une salle temporaire pour les bagages éloignés.
- Bien que les carrousels de livraison des bagages puissent simultanément traiter les bagages de quatre vols internationaux à l'arrivée, afin de répondre aux besoins et d'assurer la fluidité, l'ajout d'un cinquième carrousel est en cours de réalisation[20].
- Aéroports de Montréal a pris l'engagement de finaliser sa part du projet de construction de la station YUL-Aéroport Montréal-Trudeau au printemps 2026. Par la suite, l'équipe du Réseau express métropolitain (REM) procédera à des tests pour intégrer la station au reste du réseau. La mise en service est prévue pour l'année 2027[21].

## Situation

### Carte des aéroports du Réseau national du Canada
| \| 300 km1:20 691 000 \| Calgary Charlottetown Edmonton Fredericton Gander Moncton Halifax Iqaluit Kelowna London Montréal–Mirabel Montréal–Trudeau Ottawa Prince George Québec Regina Saint-Jean Saskatoon Saint-Jean de T.-N. Thunder Bay Toronto Pearson Vancouver Victoria Whitehorse Winnipeg Yellowknife |
| 300 km1:20 691 000 |

### Carte des aéroports du Québec
| \| 100 km1:14 335 000 \| Victoriaville Gaspé Blanc-Sablon Montréal Mont · Tremblant Gatineau-Ottawa Ivujivik Îles-de-la-Madeleine Waskaganish Val-d'Or Trois-Rivières Sherbrooke Sept-Îles Schefferville Salluit Rouyn · Noranda Rivière-du-Loup Rimouski Radisson · Grande-Rivière Port-Menier Québec Mont-Joli La Tuque La · Tabatière Havre · Saint-Pierre La Romaine Kuujjuarapik Kuujjuaq Kattiniq Chibougamau Charlevoix Bonaventure Baie-Comeau Saguenay-Bagotville |
| 100 km1:14 335 000 |

## Réseau des pistes et installations
Le terminal de l'aéroport est le point le plus au sud des installations aéroportuaires. Du terminal, la station de dégivrage ainsi que toutes les pistes (taxiway et pistes principales) sont accessibles. Deux pistes principales sont présentes sur le site de l'aéroport, soit les pistes 06R-24L et 06L-24R.
La longueur nette d'atterrissage est la distance ou les atterrissages sont permis, soit entre les deux extrémités des numéros inscrits sur une piste.
| Piste         | Longueur       | Longueur nette d'atterrissage/décollage en mètres (pieds)TORA / LDA        | Largeur    |
| ------------- | -------------- | -------------------------------------------------------------------------- | ---------- |
| Piste 06L-24R | 3 353 (11 000) | 3 353 (11 000)                                                             | 61,0 (200) |
| Piste 06R-24L | 3 014 (9 890)  | TORA 06R: 2 927 (9 604) TORA 24L: 3 014 (9 890) LDA 06R/24L: 2 927 (9 604) | 61,0 (200) |

### Piste 10-28 (Non inclus)

La carte des principales pistes à YUL, avec le terminal au sud (2024).

À cause de sa longueur courte et de son utilisation de plus en plus rare, limité aux petits avions. ADM change sa vocation en Taxiway définitivement en 2020. Elle était surtout utilisée lors de forts vents latéraux, soit des vents forts Ouest (fréquemment) ou Est (très rarement). Elle était la seule piste Ouest-Est, entrecoupant la piste 06L-24R à son extrémité Ouest. Elle était située juste au Nord du terminal, au sud de la station de dégivrage, et due à sa faible utilisation, elle était fréquemment et facilement traversée pour lier le terminal à la station de dégivrage. La piste 10-28 suivait un angle 102° (pour 10) et de 282° (pour 28).

### Piste 06L-24R
La piste 06L-24R est située à l'extrémité Nord-Ouest des installations, en suivant un angle de 57° (pour 6L) et de 237° (pour 24R). Les deux pistes 06-24, comme leurs numéros le démontrent, sont parfaitement parallèles.
La piste 06L-24R est surtout utilisée pour les atterrissages de tous types d'avions, majoritairement pour des avions de moyenne et grande capacité, en plus des avions long-porteurs, car c'est la piste la plus longue de l'aéroport. Étant donné que les vents dominants sont très souvent du Sud-Ouest à Montréal, la grande majorité des avions atterrissent sur 24R. Elle est entrecoupée par la piste 10-28 à son extrémité Sud-Ouest. Rarement, lors des périodes de pointe, il arrive que certains avions long-porteurs décollent de cette piste, pour faciliter la coordination des mouvements aériens sur l'aéroport. À son extrémité Nord-Est, elle est près de l'échangeur entre les autoroutes 13 et 40. Sa piste d'approche (ou taxiway) est située à l'Est de la piste principale 06L-24R.

### Piste 06R-24L

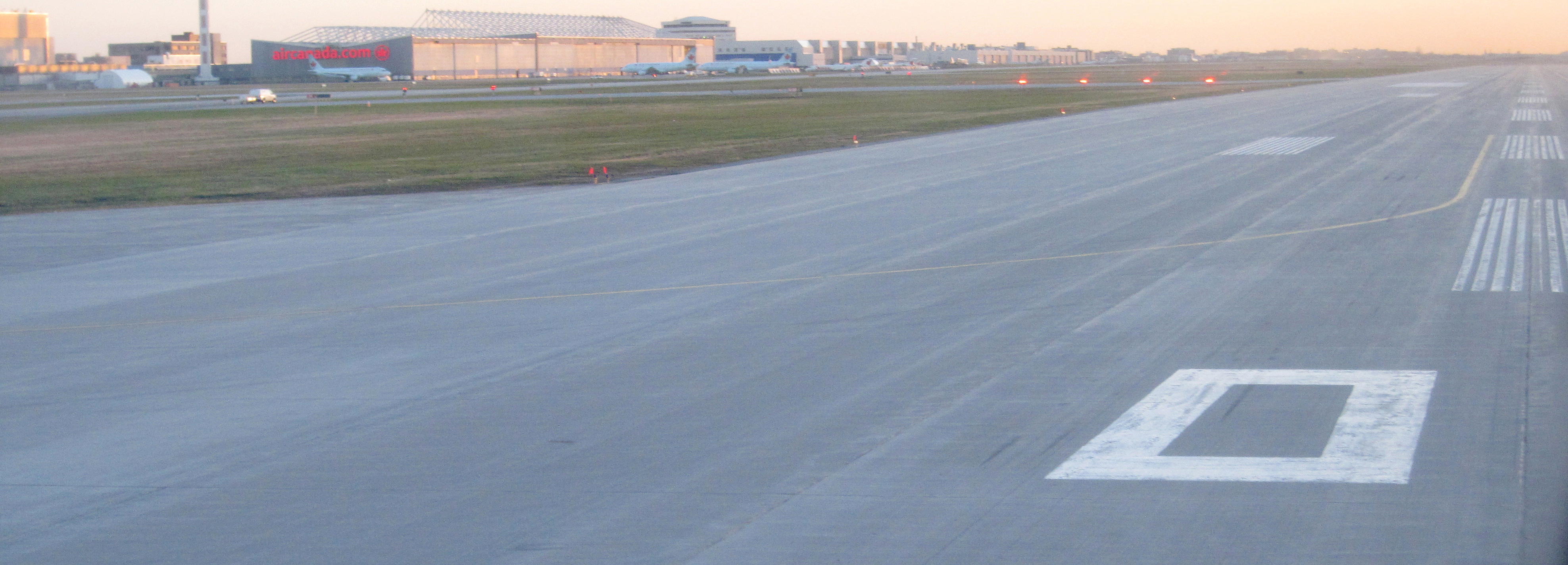
Piste 06R/24L et vue sur le centre d'entretien d'Air Canada à Montréal-Trudeau.

Piste parallèle à la 06L-24R (tracé 57°/237°), la piste 06R-24L est la principale piste de décollage pour YUL. Elle est utilisée par tous les types d'avions, principalement pour les décollages. Elle est légèrement moins longue que sa piste parallèle, mais demeure dans les standards pour tous types d'avions. Les avions de moins grande capacité atterrissent occasionnellement sur cette piste, 24L principalement (en période de vents dominants). Elle est l'extrémité Sud-Est des installations, et est exactement parallèle à l'autoroute 520. Son extrémité Sud-Ouest est près du stationnement de l'aéroport et de la jonction des autoroutes 520 et 20. Sa piste d'approche est située à l'Ouest, passant près des installations d'Air Canada (siège social) entre autres.

### Station de dégivrage
La station de dégivrage et de déneigement, située au nord de la piste 10-28, au milieu des installations, peut accueillir plus de 8 avions en même temps. Elle couvre une aire de 523 mètres par 189 mètres, soit 98 847 mètres carrés ou 1 066 257 pieds carrés. C'est l'une des stations les plus efficaces et l'une des plus rapides au monde.

### Liste desTaxiway
| Lettre               | Description |
| -------------------- | --- |
| B Bravo              | Du Nord au Sud, extensions B1-B2-B3. Elles sont du côté est de la piste 06L/24R. |
| T Tango              | Du côté Est de la piste 06L/24R, plus précisément 24R. Il sert uniquement pour l'accès des hangars d'Air Transat. |
| F, E Foxtrot, Echo   | Ils croisent la piste 10/28 perpendiculairement, reliant l'aire terminal vers Bravo et le centre de dégivrage. Orientation Nord-Sud.                                                                                       |
| APR APRON            | Il permet l'accès à la piste 06L, aux taxiways A, D, G, ainsi qu'à l'accès à la zone terminal et des taxiways E et F. APRON est parallèle à la piste 10/28 (orientation Est-Ouest).                                        |
| G Golf               | Il aboutit directement sur la piste 10 et D pour la piste 28, et ces dernières sont connectées transversalement par la taxiway APRON.                                                                                      |
| H, K Hotel, Kilo     | Accès principal à la zone de dégivrage, situés au sud-ouest de celle-ci. Hotel est relié perpendiculairement au taxiway Bravo et Kilo à la piste 28.                                                                       |
| I, J India, Juliett  | Ces taxiways sont situés au nord-est de l'aire de dégivrage. India est relié perpendiculairement au taxiway Bravo et Juliett, jusqu'à Alpha.                                                                               |
| A Alpha              | A-4, A-2, A-1 et A-3 sont du côté Ouest de la piste 06R/24L. Taxiway très utilisé pour connecter à la principale piste de décollage.                                                                                       |
| AM Alpha Mike        | Il sert de lien entre le taxiway A et l'aire terminal. |
| U, V Uniform, Victor | Ils sont du côté nord de Alpha, desservant l'usine de Bombardier Aéronautique. |
| AC Alpha Charlie     | Il sert uniquement à l'accès aux hangars d'Air Canada. |
| L, R Lima, Romeo     | Ils sont reliées a la piste 24L et servent uniquement à l'Aviation Générale (Propair, Starlink, Sky Service Aviation Etcetera, Air Creebec). Extrême Nord-Est de l'aéroport, près de la jonction des autoroutes 520 et 13. |
| D Delta              | Accès à la piste 28, parallèle à Alpha. |

### Aérogare transfrontalière
Les voyageurs à destination des États-Unis passent les formalités douanières américaines à Montréal. Cela permet alors d'arriver à une barrière domestique une fois à destination accélérant ainsi grandement les correspondances.

## Compagnies aériennes et destinations

Une carte de tous les pays desservis comme destination à partir de l'aéroport international Pierre-Elliott-Trudeau de Montréal (YUL), incluant les destinations futures et saisonnières.

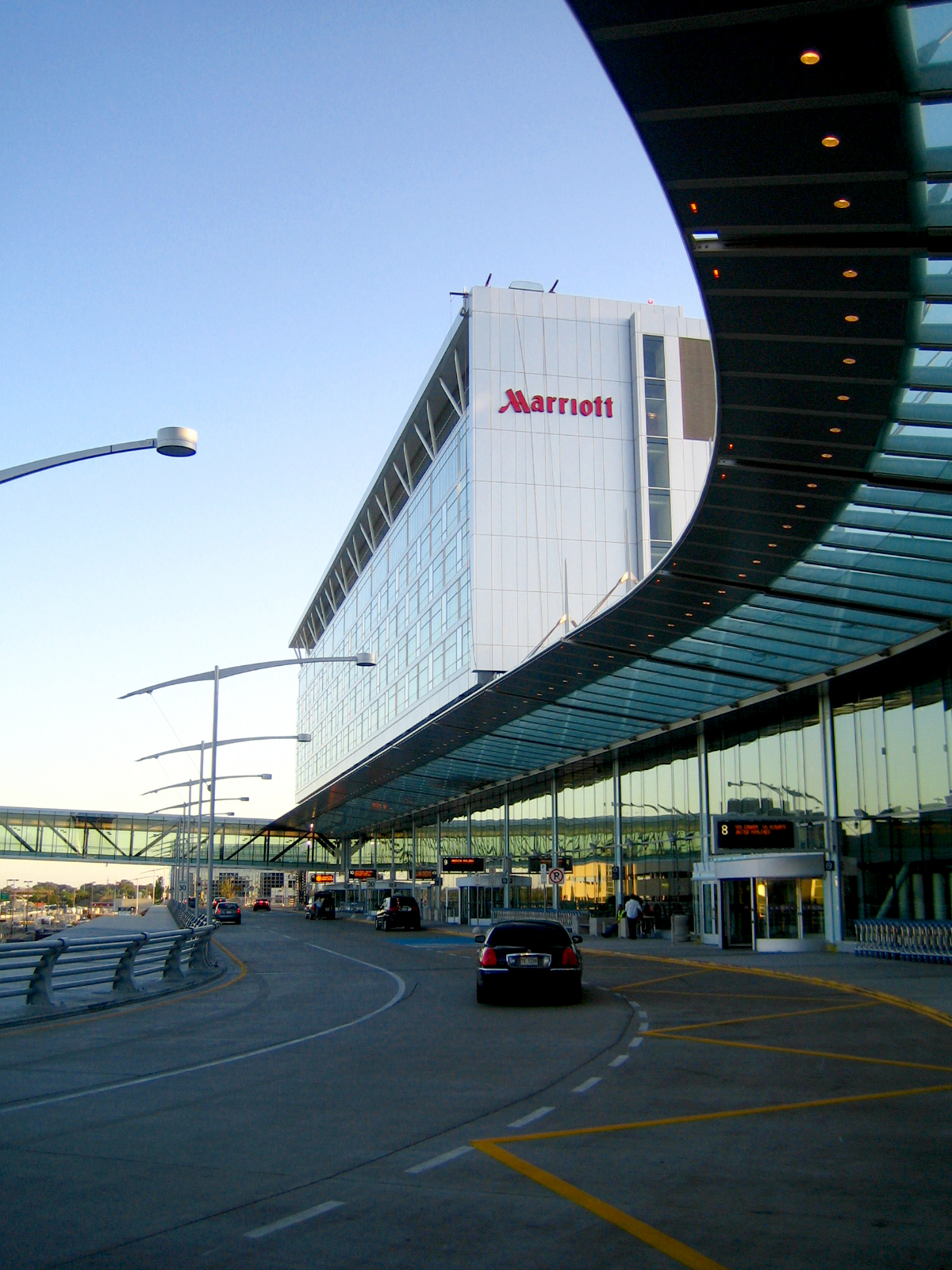
Hôtel Marriott ainsi que le secteur des départs vers les États-Unis.

Aéroports de Montréal soulignait dans son rapport annuel 2015 que l'aéroport Montréal-Trudeau offrait des vols vers 130 destinations régulières et saisonnières au Canada, aux États-Unis et dans le monde. Le nombre de destinations a augmenté à 150 en 2018. Montréal-Trudeau est le plus international des aéroports canadiens. En effet, en 2018, c’est 41 % des passagers qui voyagent à ou depuis l’international (excluant les destinations américaines) , comparativement à 37 % pour Toronto et 28 % pour Vancouver. À titre comparatif, Montréal-Trudeau offre 91 destinations internationales alors que des aéroports de villes comparables tels que Boston et Vancouver en offre 44 et 48, respectivement.

Le 6 janvier 2015, Air China annonça l'inauguration de ces nouveaux vols pour l'année 2015, dont un vol entre Pékin et Montréal, inauguré le 29 septembre 2015. Ce vol devint un vol quotidien entre Pékin, Montréal et La Havane le 27 décembre 2015, augmentant la présence d'Air China à 6 fois par semaine à l'aéroport. Un Boeing 777-300ER est en opération sur cette route, soit les vols CA879 (vers Montréal/La Havane) et CA880 (vers Montréal/Pékin).
Le 19 août 2015, la compagnie aérienne nationale de l'Islande, Icelandair, annonce que 4 vols hebdomadaires feront le trajet entre Montréal et Reykjavik (aéroport Keflavik, KEF), la base aérienne majeure de Icelandair. Les numéros de vols seront FI804 (vers Reykjavik) et FI805 (vers Montréal), et la route commencera dès le 19 mai 2016. 
Le 4 mai 2016, WOW air a débuté une liaison vers Reykjavik en Islande, sur un Airbus A321, sur les vols WW135 et WW136. Le 28 mars 2019 WOW air déclare faillite et n’assure plus de liaison entre YUL-KEF. 
Le 28 mars 2016, Tunisair annonce le retour du vol entre Montréal et Tunis, autrefois opéré par Syphax Airlines avant 2014. À raison de 2 vols par semaine, les vols TU202 (vers Montréal) et TU203 (vers Tunis) seront opérés dès le 18 juin 2016 avec des Airbus A330-200 tout neufs, et sera la première destination transcontinentale de la compagnie aérienne.

### Compagnies aériennes et destinations
| Compagnies                    | Destinations | Réfs   |
| ----------------------------- | --- | ------ |
| Aeroméxico                    | Mexico-B. Juárez | [ 29 ] |
| Air Algérie                   | Alger-Houari-Boumédiène | [ 30 ] |
| Air Canada                    | - Austin-Bergstrom, - Barcelone-El Prat, - Bogota-El Dorado, - Boston Logan, - Bruxelles-National, - Calgary, - Casablanca-Mohammed-V, - Chicago-O'Hare, - Delhi-Indira Gandhi, - Denver, - Edmonton, - Francfort, - Genève-Cointrin, - Guadeloupe - Maryse Condé, - Halifax (Stanfield), - Houston-George Bush, - Kelowna, - Las Vegas-Harry-Reid, - Lisbonne-H. Delgado, - Londres-Heathrow, - Los Angeles, - Lyon-Saint-Exupéry, - Madrid-Barajas, - Martinique A. Césaire, - Mexico-B. Juárez, - Milan-Malpensa, - Nassau L. Pindling, - Ottawa (Macdonald-Cartier), - Paris-Charles de Gaulle, - Providenciales, - Rome Léonard-de-Vinci/Fiumicino, - San Francisco, - San José-J. Santamaría, - São Paulo/Guarulhos, - Tokyo-Narita, - Toronto (Pearson), - Toulouse-Blagnac, - Vancouver, - Winnipeg (J. A. Richardson) En saison : - Alger-Houari-Boumédiène, - Amsterdam, - Athènes E.-Venizélos, - Atlanta H.-Jackson, - Bridgetown-Grantley-Adams, - Cancún, - Carthagène-R. Núñez (débute le 20 décembre 2025), - Copenhague-Kastrup, - Cozumel, - Curaçao, - Dallas-Fort Worth, - Dublin, - Édimbourg, - Fort Lauderdale-Hollywood, - Guatemala-La Aurora (débute le 2 octobre 2025), - Ixtapa/Zihuatanejo, - La Romana-Casa de Campo, - Liberia-D.-Oduber, - Lima-J. Chávez (reprend le 6 décembre 2025), - Montego Bay-Donald Sangster, - Naples-Capodichino, - New York-LaGuardia, - Nice-Côte d'Azur, - Palm Beach, - Philadelphie, - Phoenix-Sky Harbor, - Porto-F. Sá-Carneiro, - Puerto Plata - Gregorio Luperón, - Puerto Vallarta, - Punta Cana, - Reykjavik-Keflavík, - Saint-Martin - Princesse-Juliana, - Samaná-El Catey, - San Diego, - Los Cabos, - Santiago du Chili-A.-M.-Benítez (débute le 16 décembre 2025), - Seattle-Tacoma, - Séoul-Incheon, - Tel Aviv - Ben Gourion (reprend le 10 octobre 2025), - Tulum, - Venise - Marco Polo - Victoria (International) |        |
| Air Canada Express            | - Atlanta H.-Jackson, - Saguenay-Bagotville, - Bathurst, - Boston Logan, - Chicago-O'Hare, - Deer Lake (TN et L), - Frédéricton, - Nashville, - New York-John F. Kennedy , - New York-LaGuardia, - Newark-Liberty, - Ottawa (Macdonald-Cartier), - Philadelphie, - Raleigh-Durham, - Rouyn-Noranda, - Saint-Jean (Nouveau-Brunswick), - Sept-Îles, - Sydney (J.A. Douglas), - Toronto (Billy Bishop), - Toronto (Pearson), - Washington-Dulles, - Washington-Reagan En saison : - Charlottetown, - Cincinnati-Northern Kentucky, - Dallas-Fort Worth, - Détroit, - Gander, - Les Îles-de-la-Madeleine, - Minneapolis-Saint-Paul, - Moncton (Roméo-LeBlanc), - Pittsburgh, - Régina, - Saskatoon, - Lambert-Saint Louis |        |
| Air Canada Rouge              | - Cancún, - Cayo Coco (J. del Rey), - Fort Lauderdale-Hollywood, - Miami, - Orlando, - Phoenix-Sky Harbor, - Punta Cana, - Québec (Jean-Lesage), - Saint-Jean (Terre-Neuve), - San Salvador (Bahamas), - Tampa, - Varadero-J.-G.-Gómez En saison : - Belize City-P. S. W. Goldson (débute le 8 décembre 2025), - Hamilton-L.F. Wade, - Charlottetown, - Las Vegas-Harry-Reid, - Moncton (Roméo-LeBlanc), - Samaná-El Catey, - San Juan - Luis-Muñoz-Marín, |        |
| Air Creebec                   | - Chibougamau, - Chisasibi, - Eastmain River, - Kuujjuarapik, - Nemiscau/Nemaska, - Val-d'Or, - Waskaganish, - Wemindji |        |
| Air France                    | Paris-Charles de Gaulle En saison : Guadeloupe - Maryse Condé | [ 33 ] |
| Air Inuit                     | - Akulivik, - Inukjuak, - Ivujivik, - Kuujjuaq (Fort Chimo), - Kuujjuarapik, - Radisson Grande-Rivière, - Puvirnituq, - Québec (Jean-Lesage), - Salluit, - Schefferville, - Sept-Îles, - Umiujaq | [ 34 ] |
| Air Saint-Pierre              | Saint-Pierre | [ 35 ] |
| Air Transat                   | - Cancún, - Cayo Coco (J. del Rey), - Fort Lauderdale-Hollywood, - Holguín-F. País, - Liberia-D.-Oduber, - Lima-J. Chávez, - Lisbonne-H. Delgado, - Lyon-Saint-Exupéry, - Malaga-Costa del Sol, - Marrakech-Ménara, - Marseille-Provence, - Martinique A. Césaire, - Montego Bay-Donald Sangster, - Nantes-Atlantique, - Orlando, - Paris-Charles de Gaulle, - Port-au-Prince T. Louverture, - Puerto Plata - Gregorio Luperón, - Punta Cana, - Samaná-El Catey, - Santa Clara-A. Santamaría, - Toronto (Pearson), - Varadero-J.-G.-Gómez En saison : - Acapulco-J. N. Álvarez, - Athènes E.-Venizélos, - Barcelone-El Prat, - Bâle-Mulhouse, - Bordeaux-Mérignac, - Bruxelles-National, - Carthagène-R. Núñez, - Cozumel, - Guadeloupe - Maryse Condé, - Guadalajara-M. Hidalgo y Costilla (débute le 13 décembre 2025), - La Romana-Casa de Campo, - Londres-Gatwick, - Madrid-Barajas, - Nice-Côte d'Azur, - Porto-F. Sá-Carneiro, - Puerto Vallarta, - Québec (Jean-Lesage), - Rio de Janeiro/Galeão (débute le 5 février 2026), - Río Hato, - Rome Léonard-de-Vinci/Fiumicino, - San José-J. Santamaría, - San Juan - Luis-Muñoz-Marín, - Saint-Martin - Princesse-Juliana, - San Salvador-M. O. A. Romero y Galdámez, - Toulouse-Blagnac, - Tulum, - Valence, - Venise - Marco Polo | [ 36 ] |
| American Airlines             | Charlotte-Douglas, Dallas-Fort Worth, Miami | [ 37 ] |
| American Eagle                | Charlotte-Douglas, Chicago-O'Hare, Philadelphie En saison : New York-LaGuardia | [ 37 ] |
| Arajet                        | Punta Cana |        |
| Austrian Airlines             | Vienne-Schwechat | [ 38 ] |
| Avianca                       | Bogota-El Dorado |        |
| Avianca El salvador           | En saison : San Salvador-M. O. A. Romero y Galdámez |        |
| Azores Airlines               | Ponta Delgada-Jean Paul II | [ 39 ] |
| BermudAir                     | Hamilton-L.F. Wade |        |
| British Airways               | Londres-Heathrow | [ 40 ] |
| Copa Airlines                 | Panama-Tocumen | [ 41 ] |
| Delta Air Lines               | Atlanta H.-Jackson | [ 42 ] |
| Delta Connection              | Détroit, Minneapolis-Saint-Paul, New York-LaGuardia |        |
| Emirates                      | Dubaï |        |
| Flair Airlines                | En saison :Cancún, Fort Lauderdale-Hollywood, |        |
| French Bee                    | Paris-Orly |        |
| KLM                           | Amsterdam | [ 43 ] |
| Lufthansa                     | Munich-F. J. Strauß En saison : Francfort | [ 44 ] |
| PAL Airlines                  | - Gaspé (Michel Pouliot), - Les Îles-de-la-Madeleine, - Québec (Jean-Lesage), - Sept-Îles, - Wabush |        |
| Porter Airlines               | - Calgary, - Edmonton, - Halifax (Stanfield), - Newark-Liberty, - Toronto (Billy Bishop), - Toronto (Pearson), - Vancouver En saison : Fort Lauderdale-Hollywood, Fort Myers |        |
| Qatar Airways                 | Doha-Hamad | [ 45 ] |
| Royal Air Maroc               | Casablanca-Mohammed-V | [ 46 ] |
| Royal Jordanian               | Amman-Reine-Alia | [ 47 ] |
| Sunrise Airways               | Cap-Haïtien (débute le 1er novembre 2025) |        |
| Swiss International Air Lines | Zurich | ,      |
| TAP Air Portugal              | Lisbonne-H. Delgado | ,      |
| Tunisair                      | Tunis-Carthage | [ 52 ] |
| Turkish Airlines              | Istanbul | [ 53 ] |
| United Airlines               | En saison : Chicago-O'Hare, San Francisco |        |
| United Express                | Chicago-O'Hare, Newark-Liberty, Washington-Dulles | [ 54 ] |
| WestJet                       | - Calgary, - Cancún, - Cayo Coco (J. del Rey), - Cayo Largo-Vilo Acuña (en), - Cienfuegos-J. González (en), - Grand Bahama-Freeport, - Holguín-F. País, - Montego Bay-Donald Sangster, - Puerto Plata - Gregorio Luperón, - Punta Cana, - Río Hato, - Santa Clara-A. Santamaría, - Samaná-El Catey (débute le 11 décembre 2025), - Saint-Martin - Princesse-Juliana - Toronto (Pearson), - Varadero-J.-G.-Gómez En saison : - La Romana-Casa de Campo (débute le 16 décembre 2025), - Liberia-D.-Oduber (débute le 3 novembre 2025), - Los Cabos (débute le 6 novembre 2025), - Managua (débute le 18 décembre 2025), - Mazatlán (débute le 9 décembre 2025), - Puerto Plata - Gregorio Luperón (débute le 28 octobre 2025), - Puerto Vallarta (débute le 7 décembre 2025), - Roatán-J. M. Gálvez (débute le 8 décembre 2025), - Tulum (débute le 17 décembre 2025), - Vancouver |        |

Actualisé le 08/04/2025

### Cargo
Bien que la plupart du fret aérien arrive à l'aéroport international Montréal-Mirabel, Montréal-Trudeau reçoit quelques petites compagnies cargo : Air Canada Cargo, Air Georgian, Nolinor Aviation, Volga-Dnepr.

## Agrandissement et projets

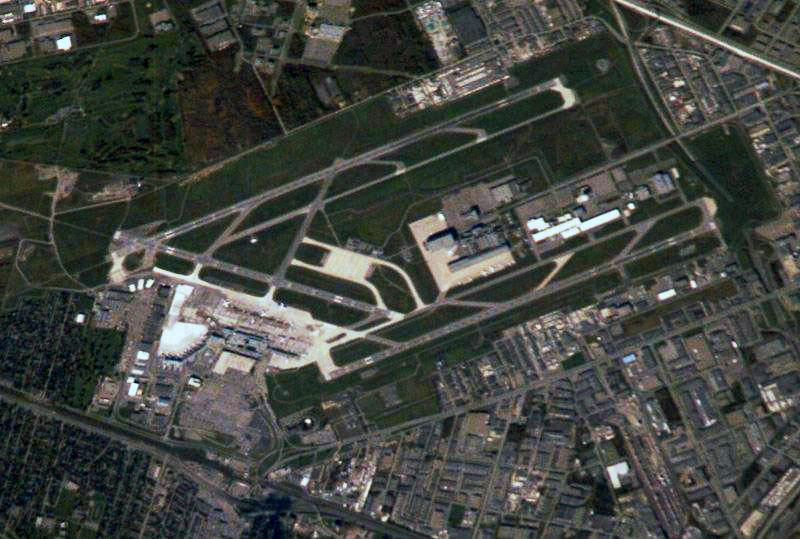
Vue satellite de l'aéroport international Pierre-Elliott-Trudeau de Montréal avant la construction de la jetée internationale.

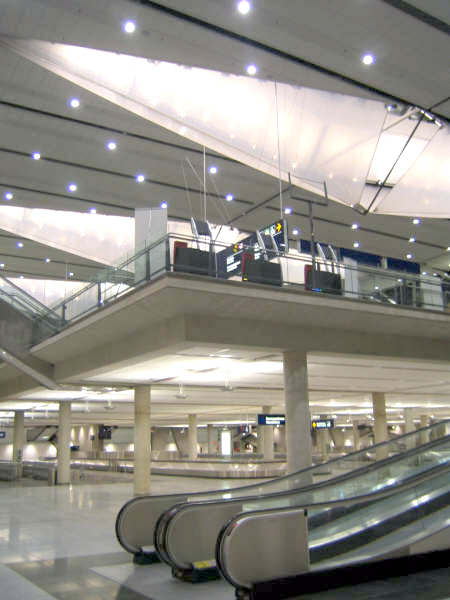
Hall des arrivées internationales.

L'aéroport international Pierre-Elliott-Trudeau de Montréal fait l'objet d'importants travaux d'agrandissement et de modernisation au cours du temps, visant à accroître la capacité de l'aérogare et à rehausser substantiellement le niveau de service offert aux passagers. Aéroports de Montréal y investit de 2000 à 2008 environ 1,5 milliard de dollars.
- 2016 : ouverture d'une nouvelle jetée internationale[56] ;
- 2009 : ouverture de l'hôtel Marriott et du nouveau hall des départs vers les États-Unis ;
- 2008 : rénovation de l’aéroquai ;
- 2007 : rénovation de la jetée domestique ;
- 2006 : agrandissement et modernisation du hall des arrivées ;
- 2005 : nouvelle jetée internationale ;
- 2004 : nouveau complexe des arrivées internationales ;
- 2003 : nouvelle jetée transfrontalière ;
- 2002 : agrandissement du bâtiment central ;
- 2001 : lancement du programme d’expansion.

En février 2009, Aéroports de Montréal, la ville de Montréal et Transports Québec, en coopération avec le gouvernement du Canada, annoncent un investissement de 224 millions de dollars pour le réaménagement majeur de l'échangeur Dorval qui comprendra la construction des liens directs entre l'aéroport et les autoroutes 20 et 520. Les travaux débutent dès lors pour se terminer en 2019.Ce projet s'accompagne également d'une reconfiguration du réseau routier à l'intérieur du site aéroportuaire.

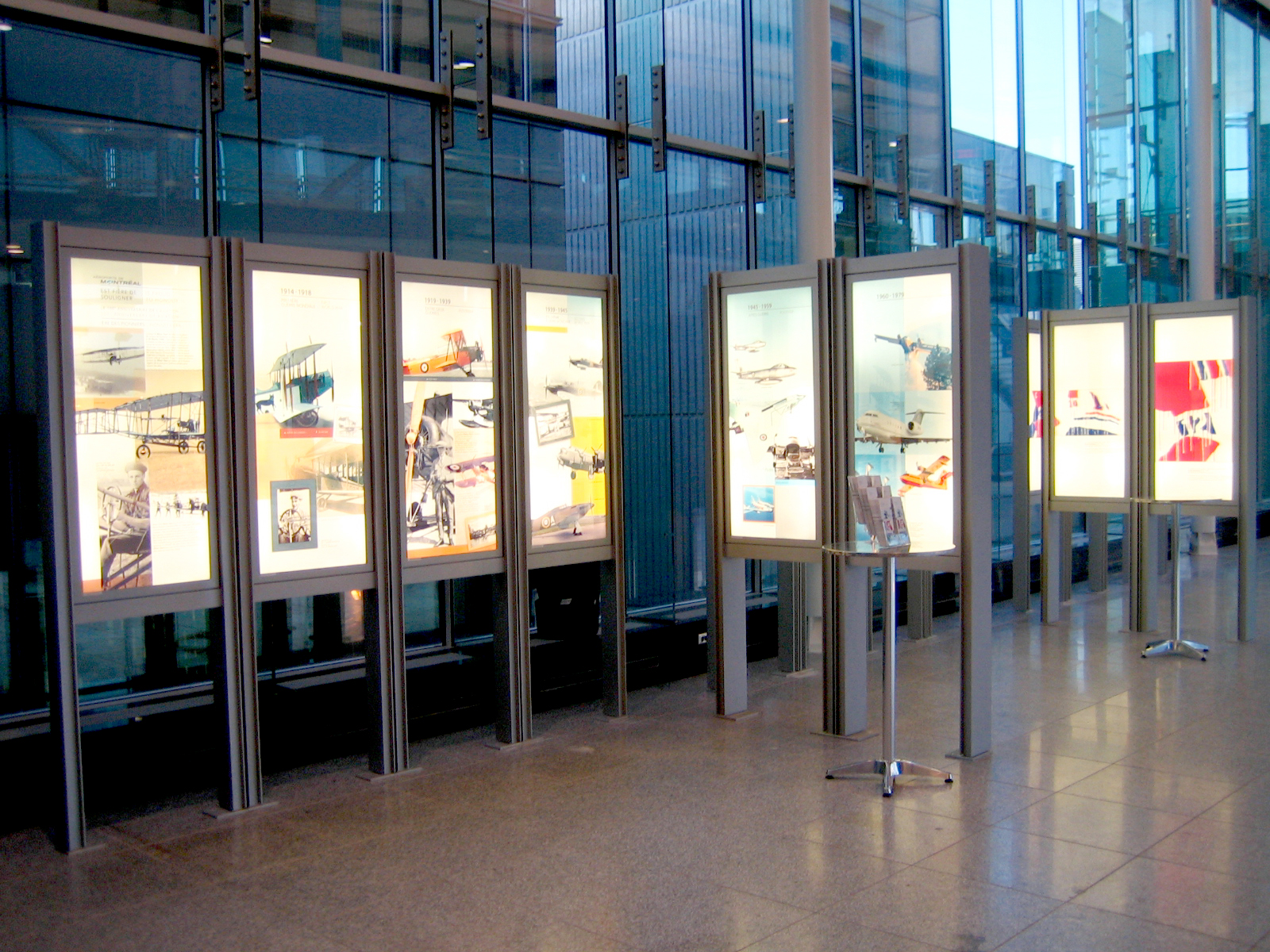
Exposition concernant le de l'aviation au Canada dans le secteur des départs vers les États-Unis à l'aéroport international Pierre-Elliott-Trudeau.

En août 2009, l'hôtel de 275 chambres ouvre ses portes, adjacent à l'aérogare transfrontalier, géré par Marriott International. Un nouveau secteur des départs vers les États-Unis est aussi inauguré, situé sous l'hôtel. Ce secteur compte 44 postes d'enregistrement, 8 points de contrôle de sûreté, 29 guichets de douaniers, des nouveaux restaurants et boutiques et une boutique hors-taxe,,.

## Accès

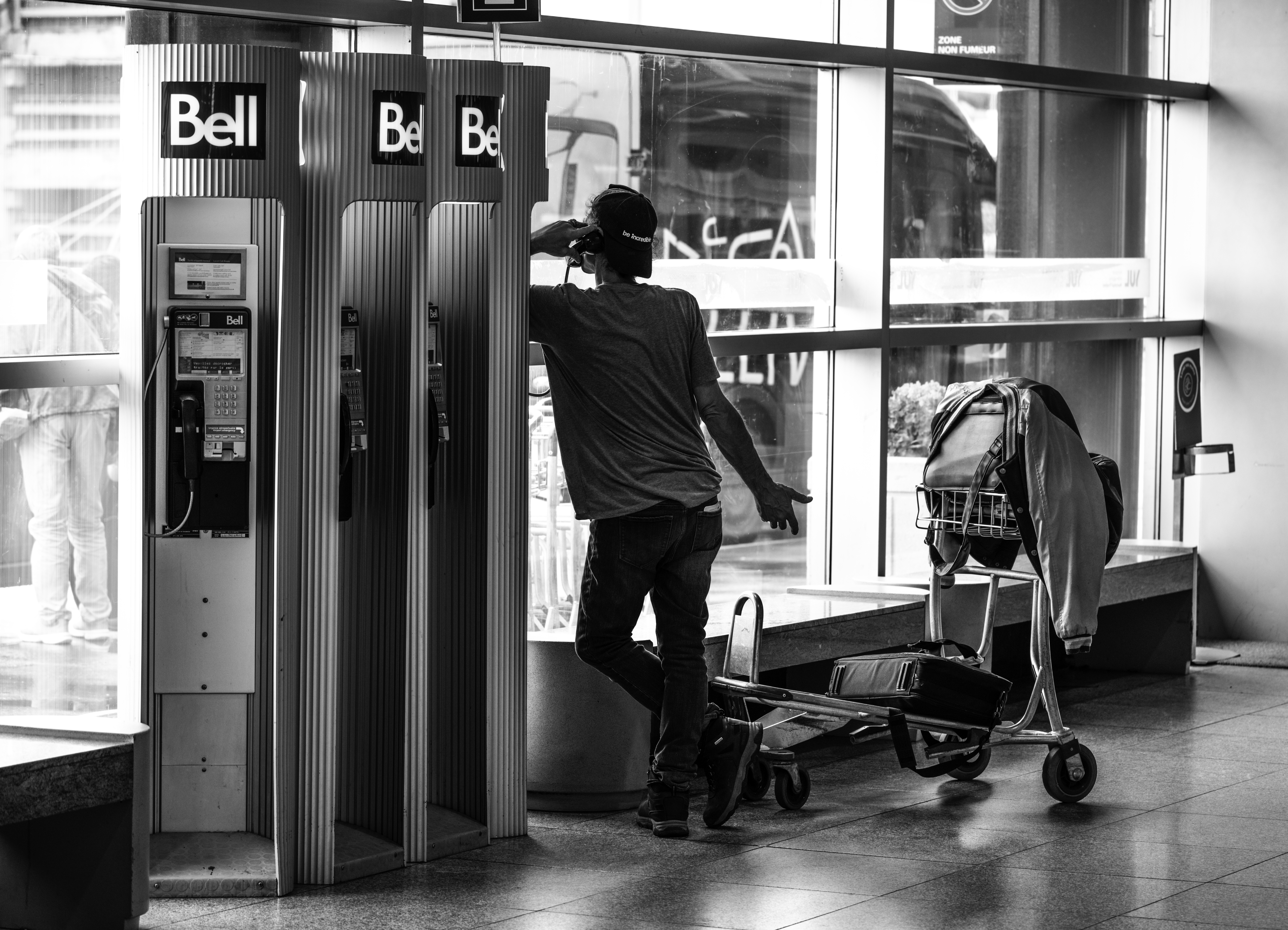
Un voyageur téléphone depuis l'aéroport international en septembre 2023.

En attendant la réalisation du REM à l’aéroport de Montréal, les passagers peuvent se rendre à Montréal-Trudeau en taxi, en limousine ou encore en transport en commun avec la ligne 747 Aéroport P-E-Trudeau/Centre-Ville Express, de la STM opérant 24 h par jour, 365 jours par an et ce entre la Gare d'autocars de Montréal/Métro Berri-UQAM, la station de métro Lionel-Groulx ainsi que quelques arrêts au centre-ville de Montréal.

### Réseau express métropolitain
L'aéroport sera desservi par un métro léger, qui reliera l'aérogare au centre-ville de Montréal dès 2027, lorsque ladite branche du Réseau express métropolitain (REM) entrera en service.

## Statistiques
Le graphique qui aurait dû être présenté ici ne peut pas être affiché car il utilise l'ancienne extension Graph, désactivée pour des questions de sécurité. Des indications pour créer un nouveau graphique avec la nouvelle extension Chart sont disponibles ici.

Voir la requête brute et les sources sur Wikidata.
En 2013, Montréal-Trudeau glisse du 3e au 4e rang des aéroports au Canada derrière l'aéroport de Calgary et au 40e rang en Amérique du Nord pour le nombre de passagers qui y transitent. En 2014, le nombre des passagers augmente de 5,3 % par rapport à l'année précédente pour atteindre 14,8 millions de voyageurs. En 2015, ce nombre augmente de 4,6 % au total, en comprenant les vols intérieurs, transfrontaliers et internationaux. L'aéroport de Montréal reprend alors le troisième rang, avec 40 000 passagers de plus qu'à Calgary. En 2017, il voit passer près de deux millions de passagers de plus que Calgary.
| Années | Passagers totaux | ±%     | Fréquentation intérieure | ±%     | Fréquentation internationale | ±%     | Fréquentation transfrontalière | ±%     |
| ------ | ---------------- | ------ | ------------------------ | ------ | ---------------------------- | ------ | ------------------------------ | ------ |
| 2022   | 15 980 670       | %      | 5 412 293                | %      | 7 100 615                    | %      | 3 467 762                      | %      |
| 2021   | 5 201 691        | %      | 2 442 801                | %      | 1 902 939                    | %      | 855 951                        | %      |
| 2020   | 5 436 998        | %      | 2 009 014                | %      | 2 378 602                    | %      | 1 049 382                      | %      |
| 2019   | 20 306 536       | %      | 7 192 116                | %      | 8 596 530                    | %      | 4 517 890                      | %      |
| 2018   | 19 428 224       | %      | 7 145 771                | %      | 7 864 034                    | %      | 4 418 419                      | %      |
| 2017   | 18 165 153       | 9,5 %  | 6 919 682                | 7,6 %  | 7 137 948                    | 13,5 % | 4 107 523                      | 6,2 %  |
| 2016   | 16 589 067       | 6,9 %  | 6 431 691                | 9,5 %  | 6 288 860                    | 6,0 %  | 3 868 516                      | 4,3 %  |
| 2015   | 15 517 382       | 4,6 %  | 5 874 944                | 3,0 %  | 5 933 290                    | 6,7 %  | 3 709 148                      | 3,8 %  |
| 2014   | 14 840 067       | 5,3 %  | 5 705 140                | 5,5 %  | 5 561 286                    | 4,9 %  | 3 573 641                      | 5,6 %  |
| 2013   | 14 095 272       | 2,1 %  | 5 408 528                | 1,4 %  | 5 302 692                    | 1,1 %  | 3 384 052                      | 4,7 %  |
| 2012   | 13 809 820       | 1,0 %  | 5 333 749                | 2,1 %  | 5 224 656                    | 0,1 %  | 3 231 415                      | 0,9 %  |
| 2011   | 13 668 829       | 5,4 %  | 5 225 786                | 5,4 %  | 5 329 928                    | 7,7 %  | 3 203 115                      | 1,7 %  |
| 2010   | 12 971 339       | 6,1 %  | 4 957 003                | 3,6 %  | 4 864 921                    | 6,4 %  | 3 149 415                      | 10,0 % |
| 2009   | 12 224 534       | 4,6 %  | 4 793 177                | 9,2 %  | 4 567 686                    | 2,3 %  | 2 863 671                      | 6,7 %  |
| 2008   | 12 813 320       | 0,03 % | 5 278 945                | 2,1 %  | 4 465 589                    | 5,2 %  | 3 068 786                      | 3,5 %  |
| 2007   | 12 817 969       | 12,0 % | 5 393 576                | 15,9 % | 4 245 642                    | 14,5 % | 3 178 751                      | 3,2 %  |
| 2006   | 11 441 202       | 5,0 %  | 4 653 599                | 4,6 %  | 3 708 264                    | 7,1 %  | 3 079 339                      | 3,2 %  |
| 2005   | 10 892 778       | 5,4 %  | 4 446 976                | 2,9 %  | 3 461 371                    | 9,4 %  | 2 984 431                      | 4,7 %  |
| 2004   | 10 335 768       | 15,3 % | 4 322 145                | 20,2 % | 3 162 534                    | 12,2 % | 2 851 089                      | 11,9 % |
| 2001   | 8 170 000        | %      |                          | %      |                              | %      |                                | %      |

Source : Aéroports de Montréal.

### Zoom sur l'impact du covid de 2019-2020
Le graphique qui aurait dû être présenté ici ne peut pas être affiché car il utilise l'ancienne extension Graph, désactivée pour des questions de sécurité. Des indications pour créer un nouveau graphique avec la nouvelle extension Chart sont disponibles ici.

Voir la requête brute et les sources sur Wikidata.

## Accidents et incidents
- Le 29 novembre 1963, le vol 831 de Trans-Canada Airlines (ancien nom d'Air Canada) s'est écrasé peu après le décollage avec comme destination Toronto. Cet incident tua les 118 passagers et membres de l'équipage. L'avion était un Douglas DC-8.
- Le 2 juin 1982, un McDonnell Douglas DC-9 s'enflamma pendant une période d'attente près du terminal. Il n'y eut aucun blessé ni mort.
- Le 23 juillet 1983, le vol AC143 d'Air Canada à destination d'Edmonton s'écrasa à Gimli, au Manitoba, après une panne d'essence. Il n'y eut pas de blessés. L'accident devint célèbre et est surnommé le Planeur de Gimli. L'avion était un Boeing 767.
- Le 5 juin 2015, un Boeing 737-600 de la compagnie de WestJet (vol WS588 en provenance de Toronto-Pearson) effectua une sortie de piste sur la piste 06R-24L (ou 24 gauche), à 15 h 02 EDT (heure de Montréal)[68]. Au moment de l'atterrissage, les conditions météorologiques étaient mauvaises alors qu'un violent orage s'abattait sur le secteur, avec de fortes rafales de vent. À cause de la piste trempée et de la visibilité réduite, l'avion n'est pas parvenu à s'arrêter avant la fin de la piste et a fini sa course sur la pelouse à la fin de la piste, près du terminal et de la jetée domestique[68]. Il n'y eut aucun blessé dans cet incident. La piste 06R-24L a été fermée pendant l'incident, mais la piste 06L-24R est demeurée ouverte durant la période d'assistance[69].

## Exploitation restreinte la nuit
L'aéroport Montréal-Trudeau est ouvert 24 heures sur 24 pour les avions à hélices et les jets de moins de 45 tonnes. Sauf exceptions, les jets de plus de 45 tonnes ne peuvent pas décoller entre minuit et 7 h et ils ne peuvent pas atterrir entre 1 h et 7 h.

## Galerie de photos

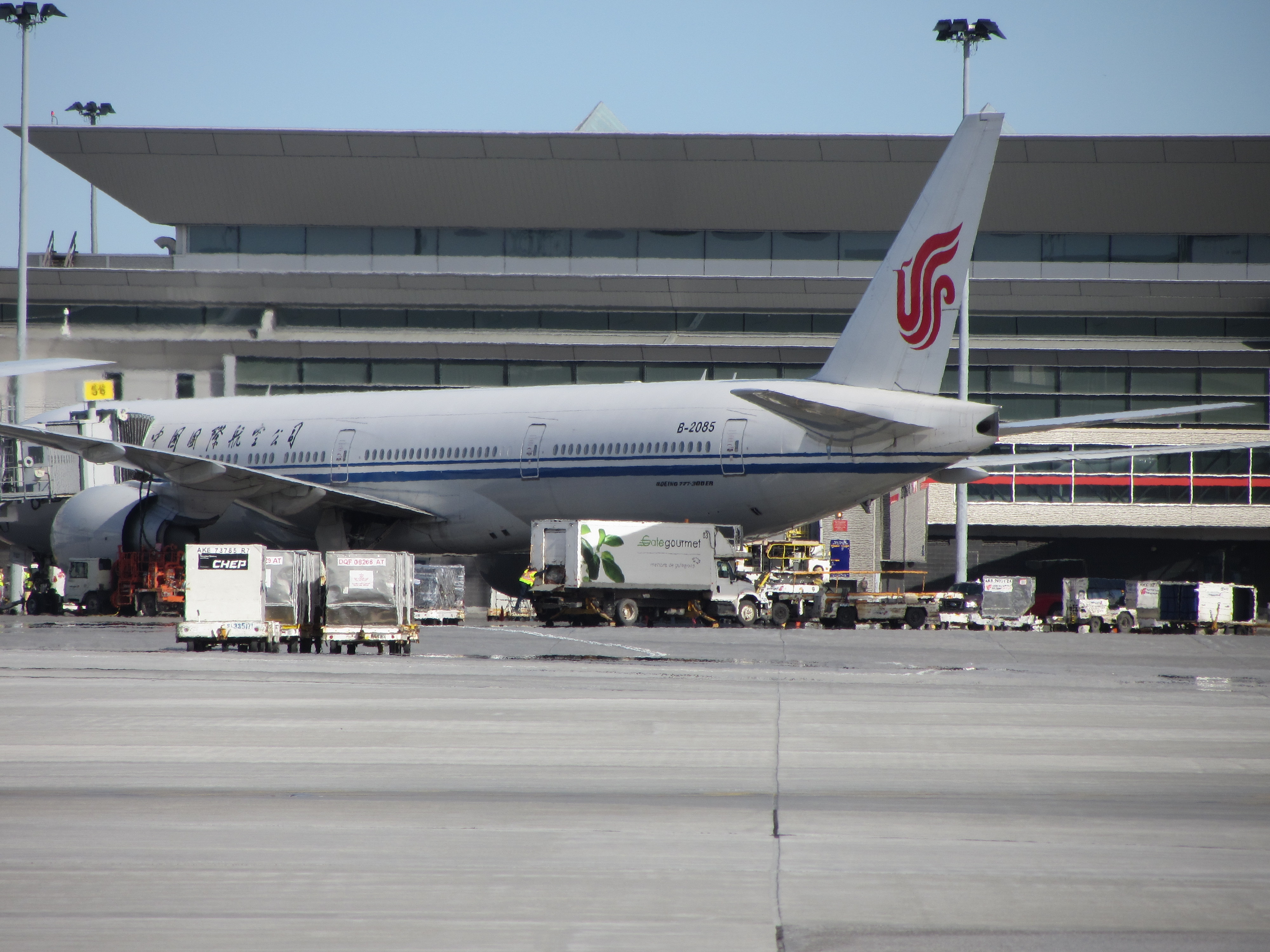
Le Boeing 777-39L(ER) de Air China, qui arrive à la porte d'embarquement 56, en provenance de Beijing, vol CA879.
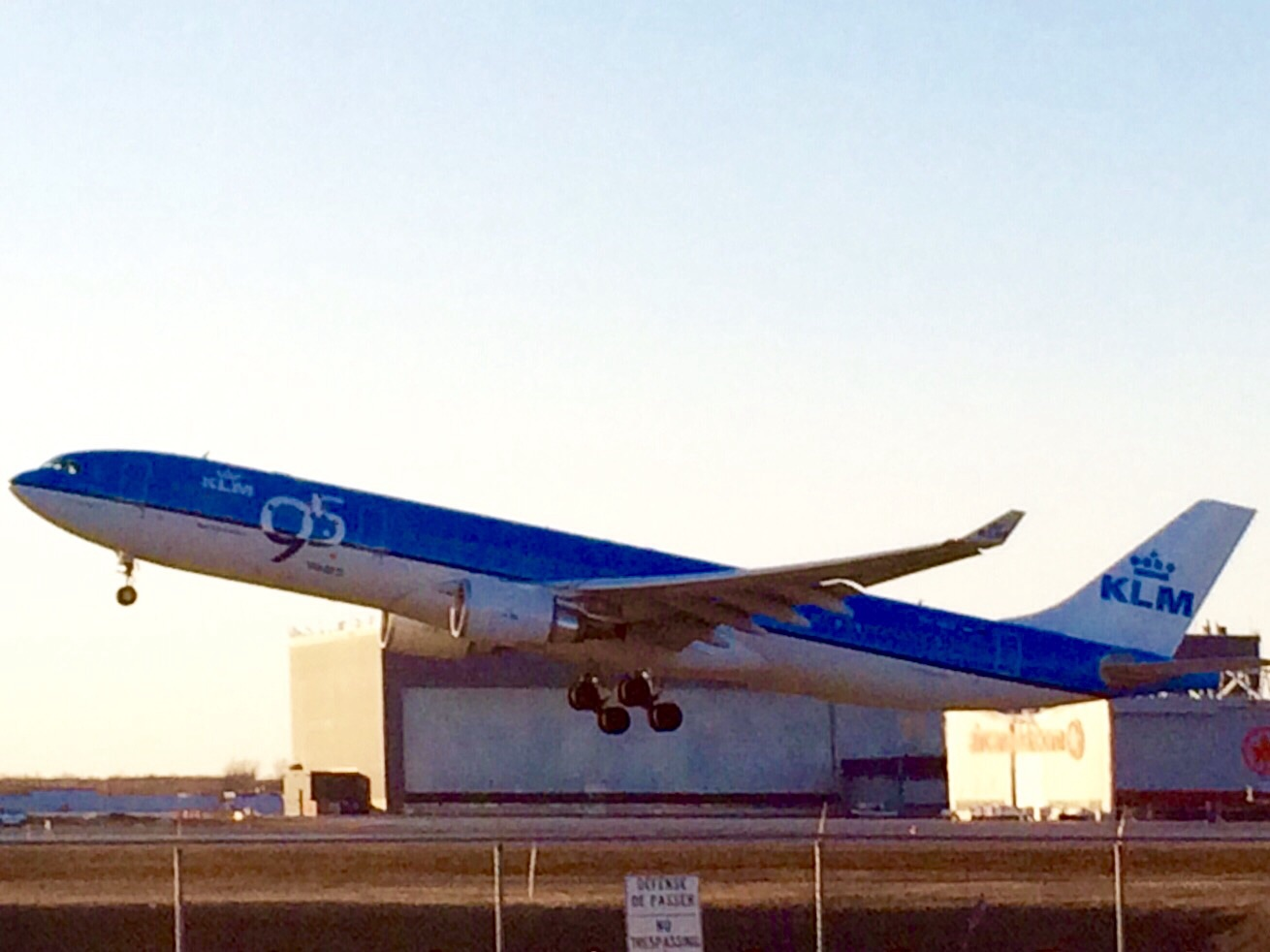
Un Airbus A330-300 de KLM-Royal Dutch Airlines, vol KL672, au décollage sur la piste 06R-24L.
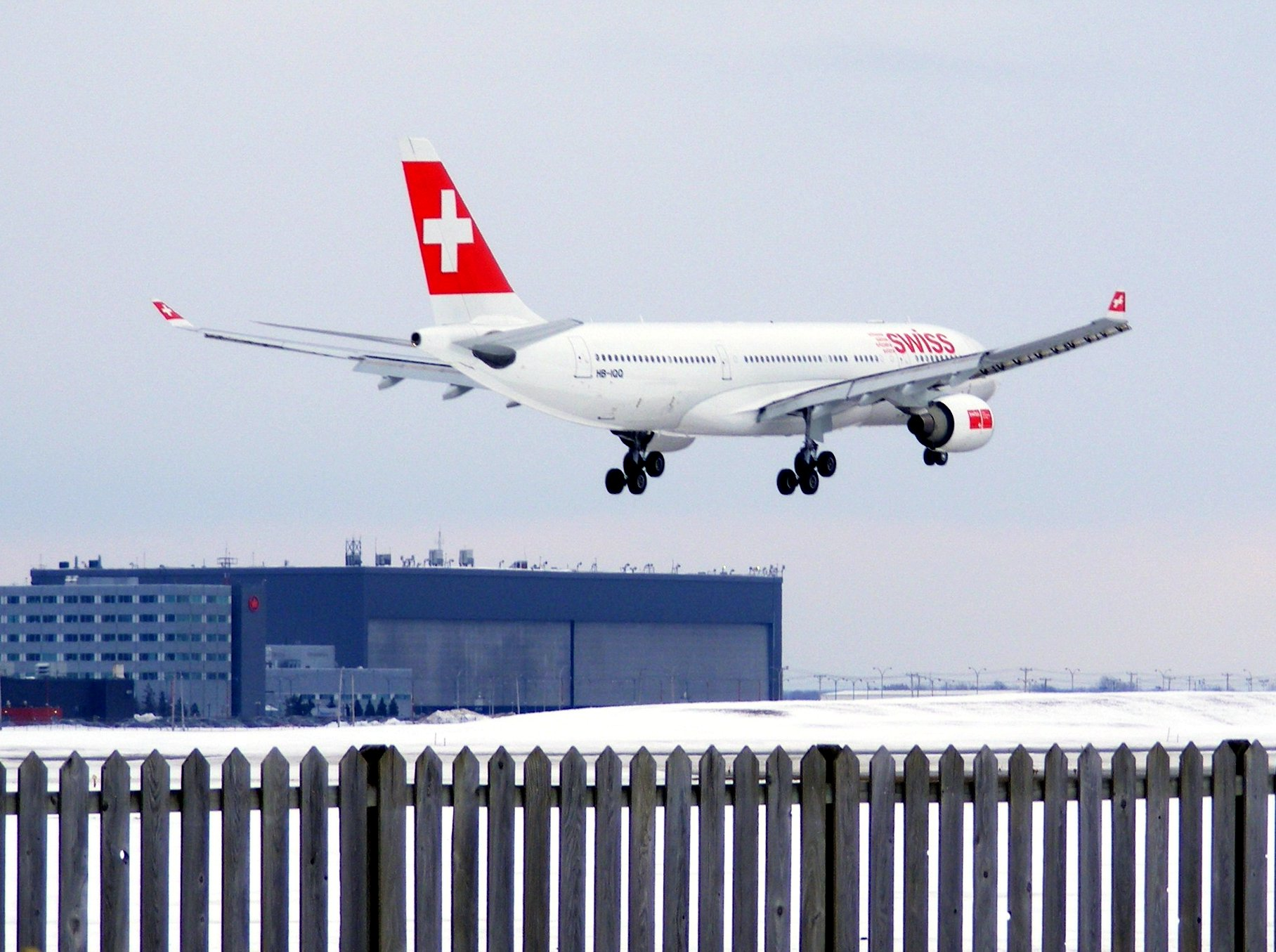
À 24-R, un atterrissage d'un Airbus A330-300 de Swiss (vol LX86).
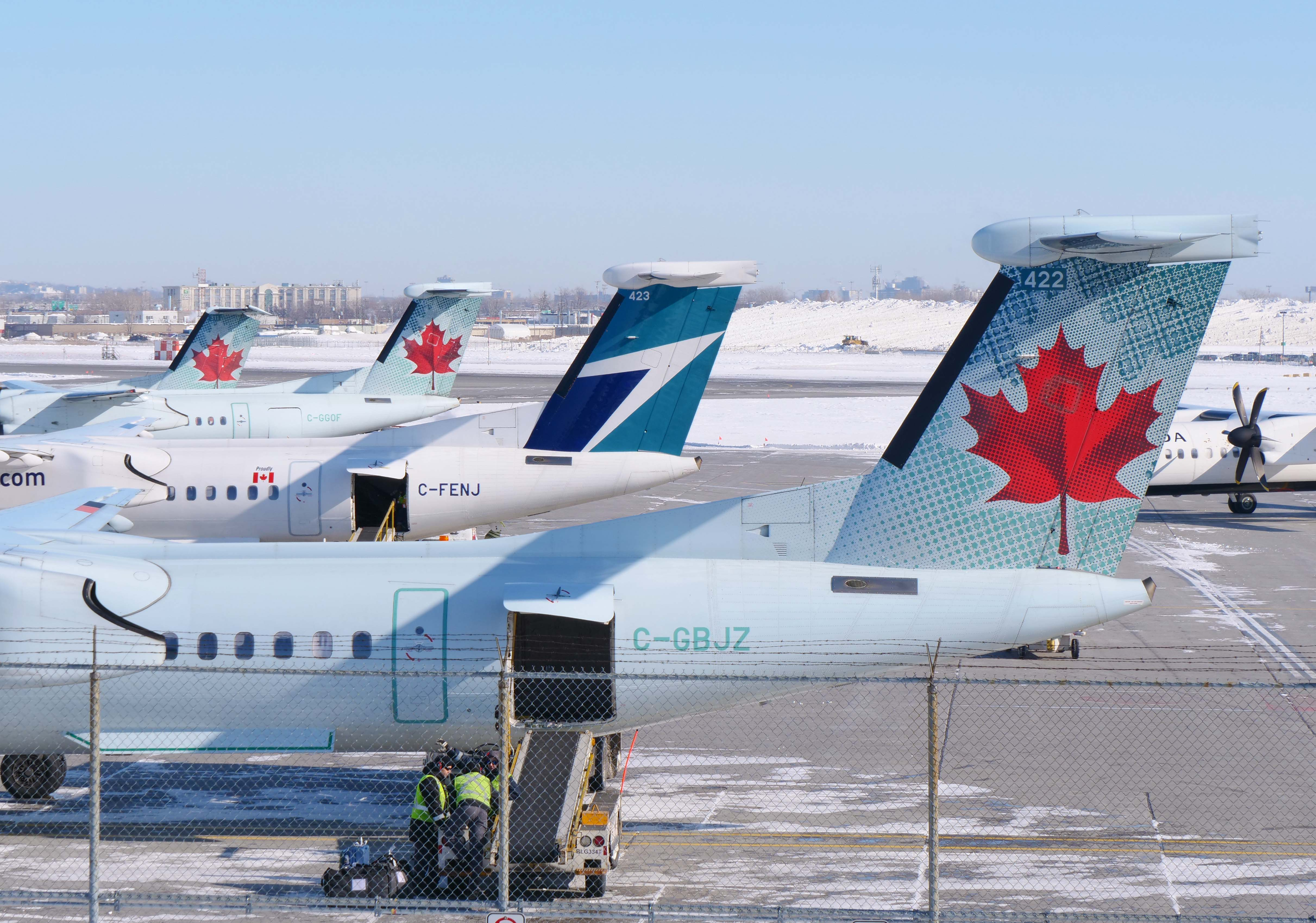
Air Canada et WestJet Dash 8-Q400 queues.
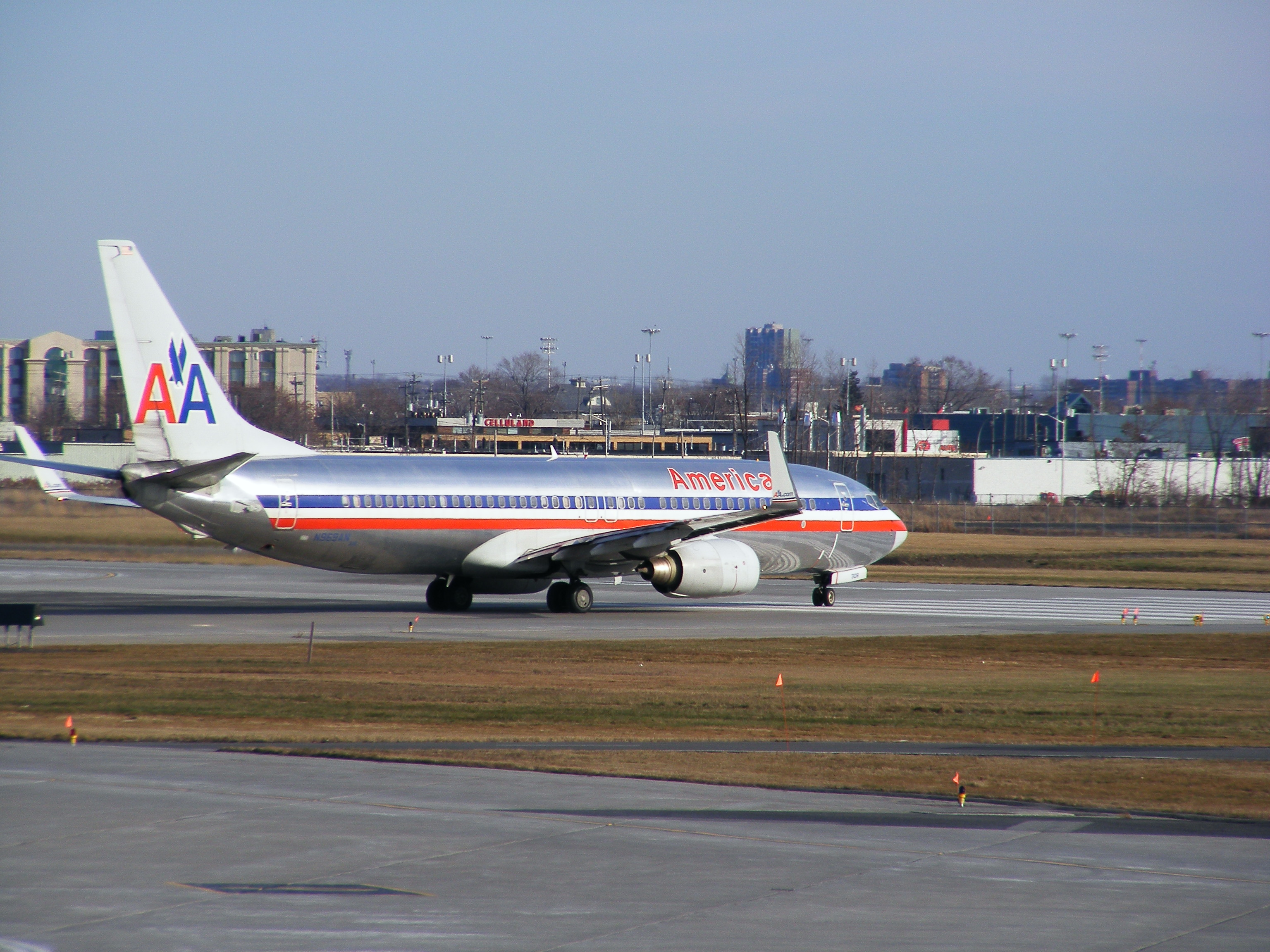
Un Boeing 737-800 d'American Airlines à YUL.
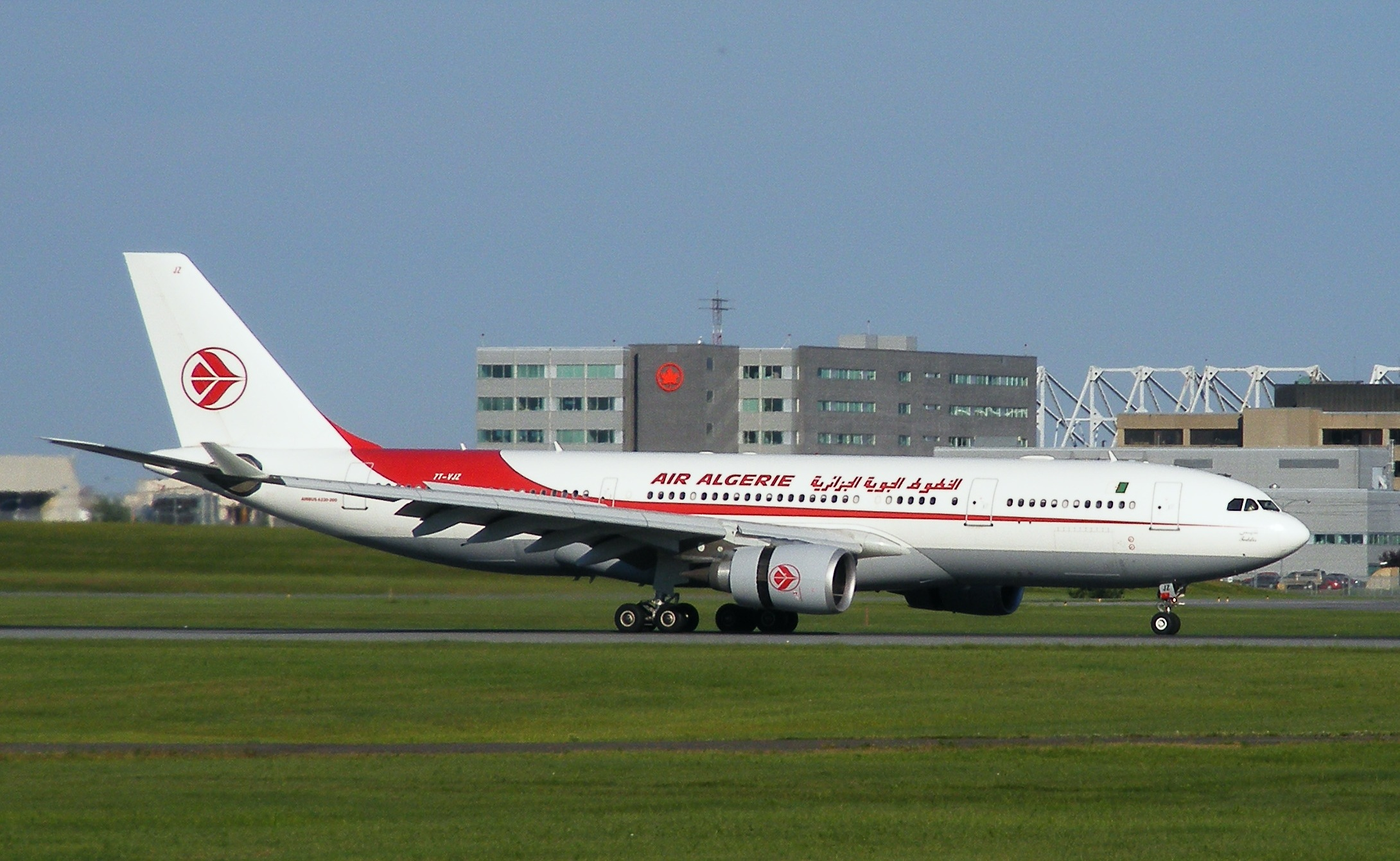
Un Airbus A330-300 d'Air Algérie, vol AH2701, avant le décollage, sur le taxiway A, avec le centre d'Air Canada en arrière-plan.
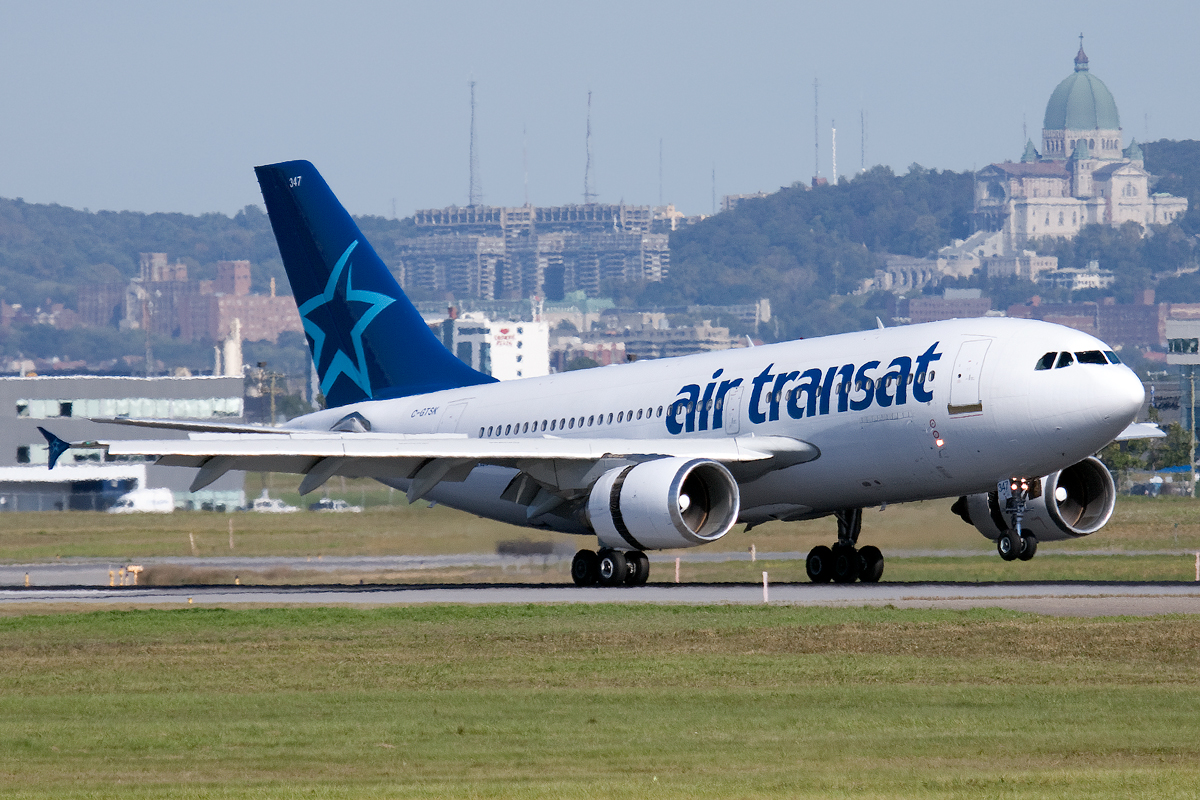
Un Airbus A310 d'Air Transat, à l'atterrissage, en provenance de Barcelone.
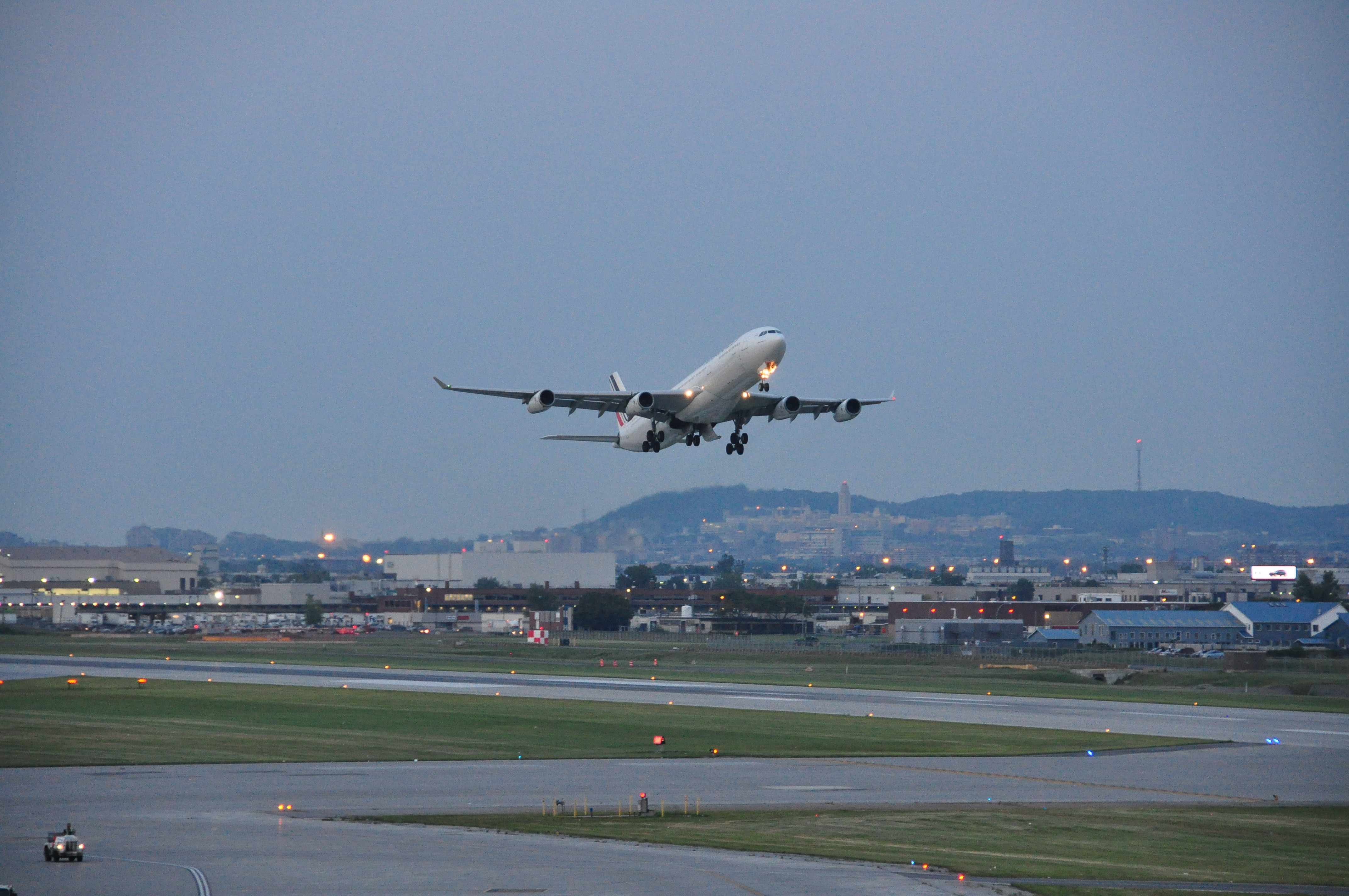
Un Airbus A340 d'Air France, vers Paris (vol AF347), au décollage sur la piste 06R-24L.
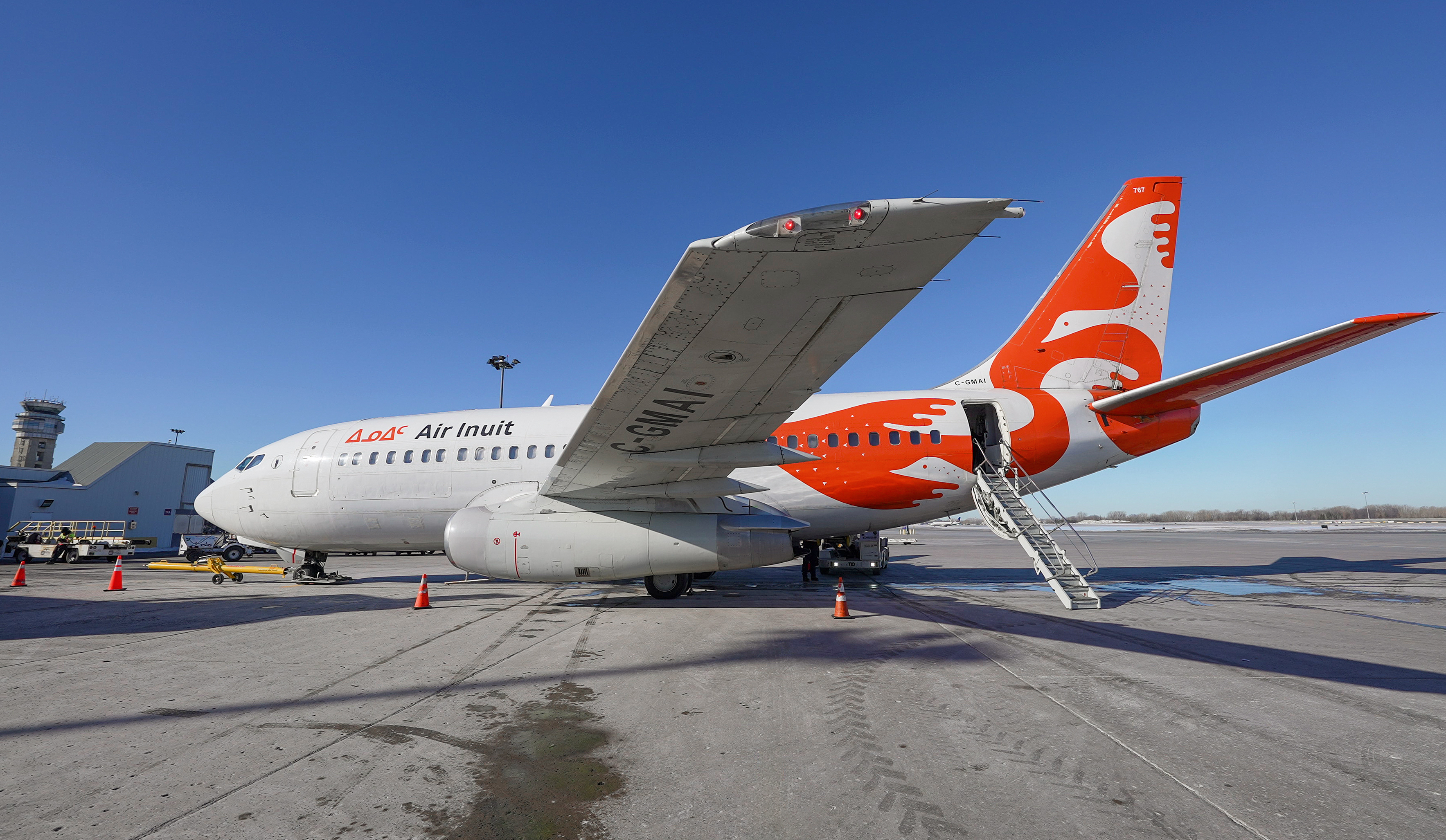
Air Inuit Boeing 737-200 stationné au terminal satellite.
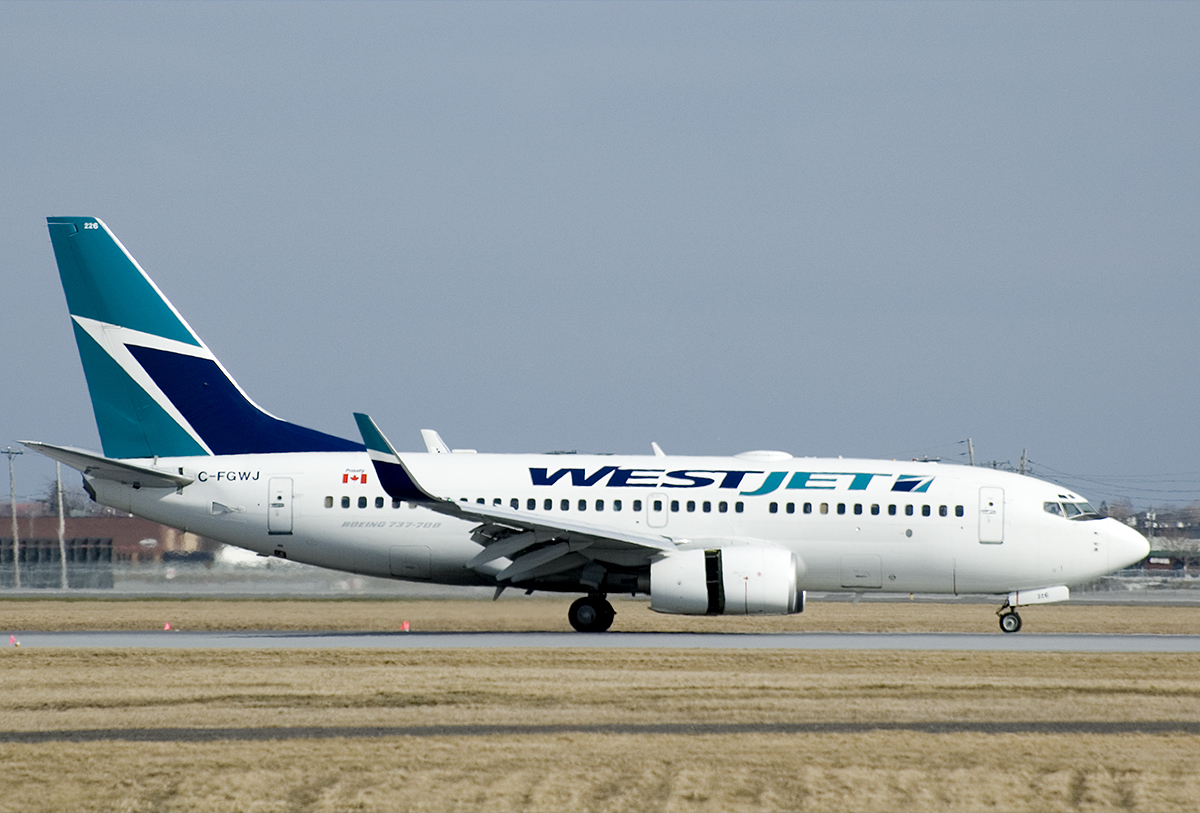
Un Boeing 737-700 de WestJet à la suite de son atterrissage.
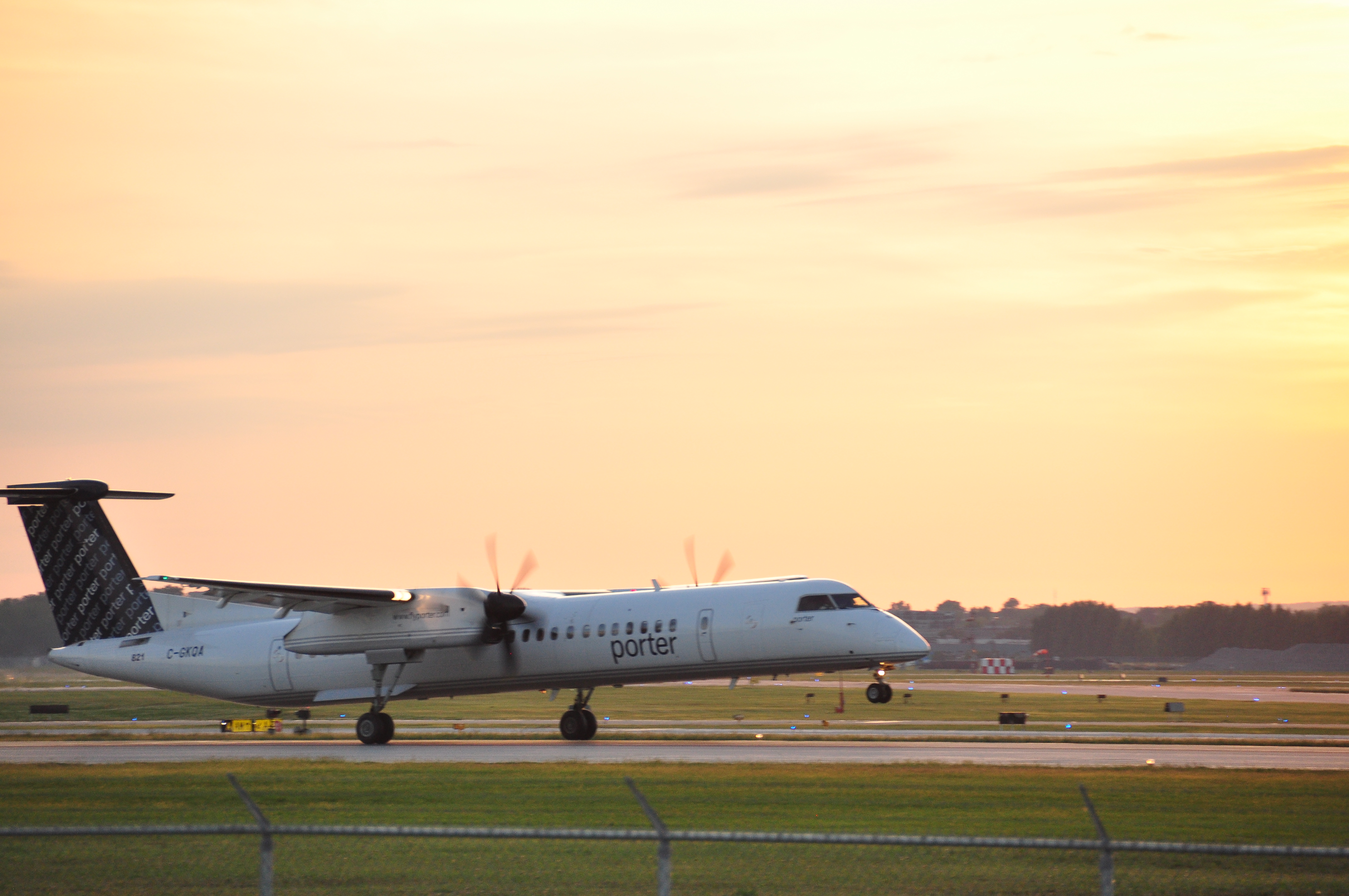
Un avion de Porter, au décollage sur la piste 06R-24L lors du coucher du soleil.
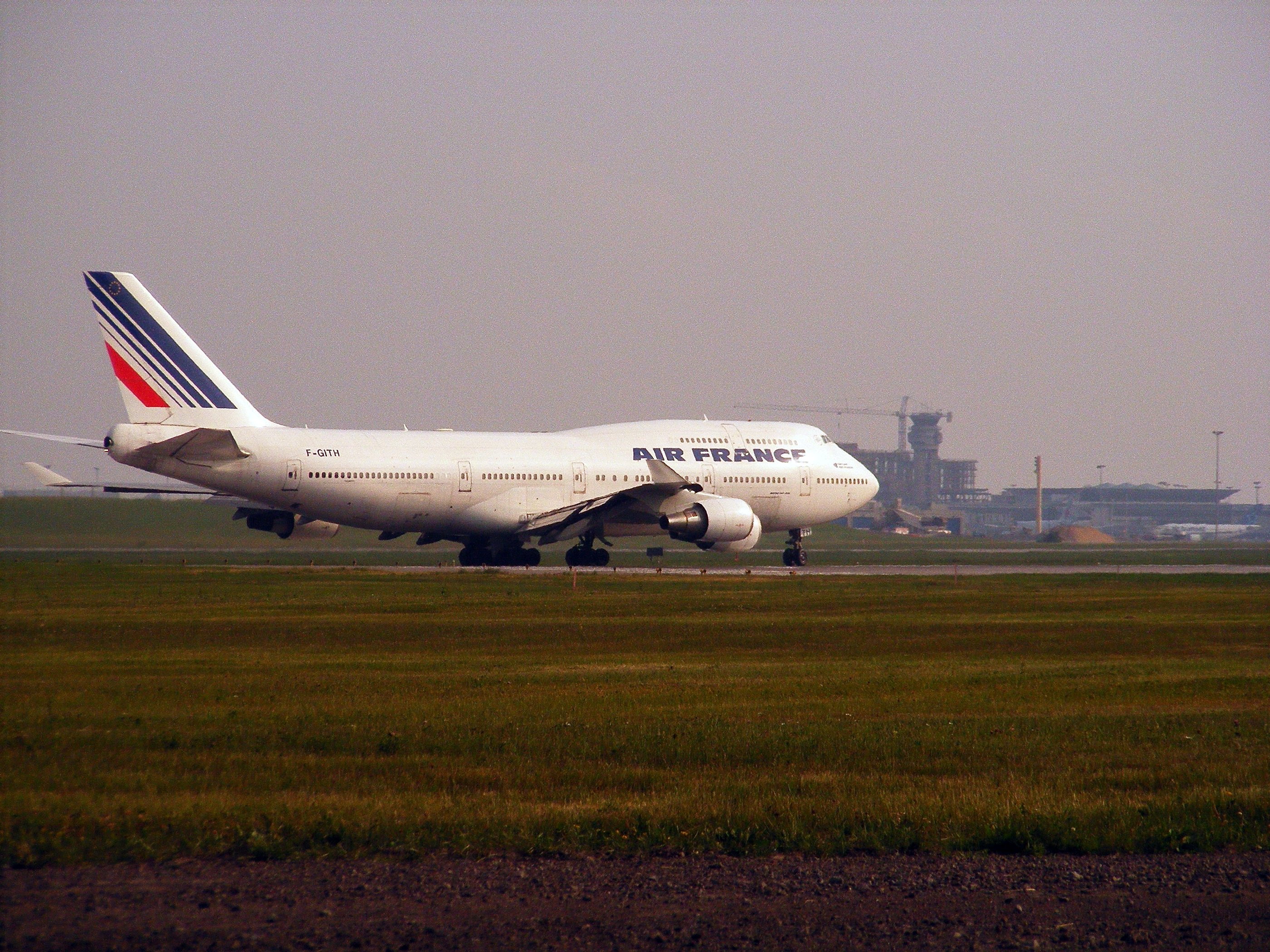
Le vol AF345 avant le décollage sur la piste 06L-24R, un Boeing 747-428 d'Air France vers Paris.
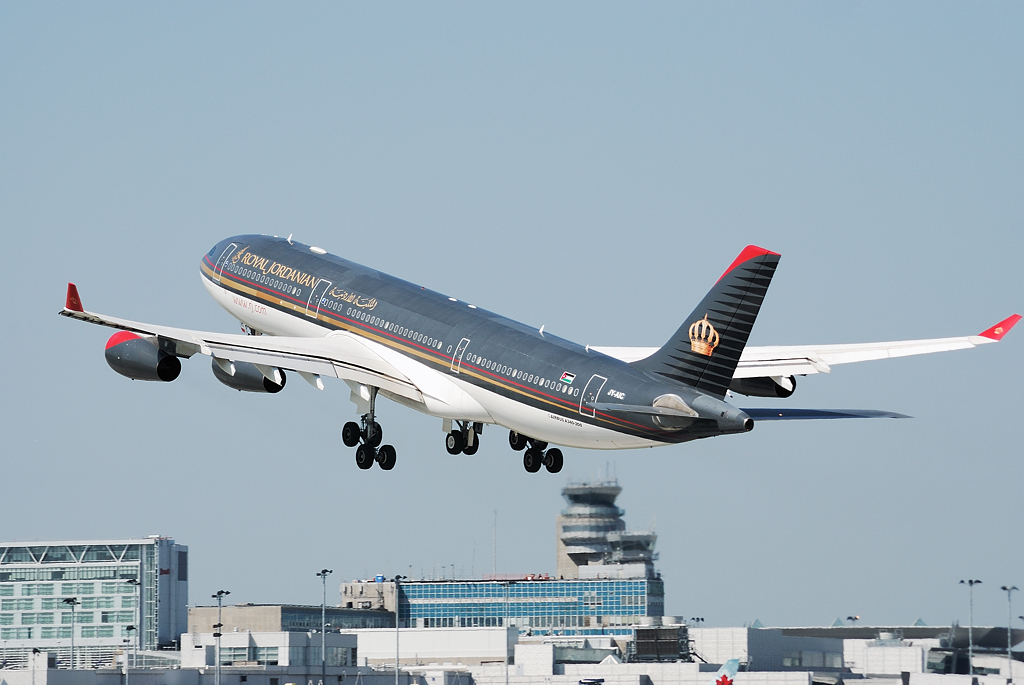
Le vol RJ268 de Royal Jordanian, un Airbus A340-200 (en 2009), vers Amman. Le terminal ainsi que la tour de contrôle sont visibles à l'arrière.
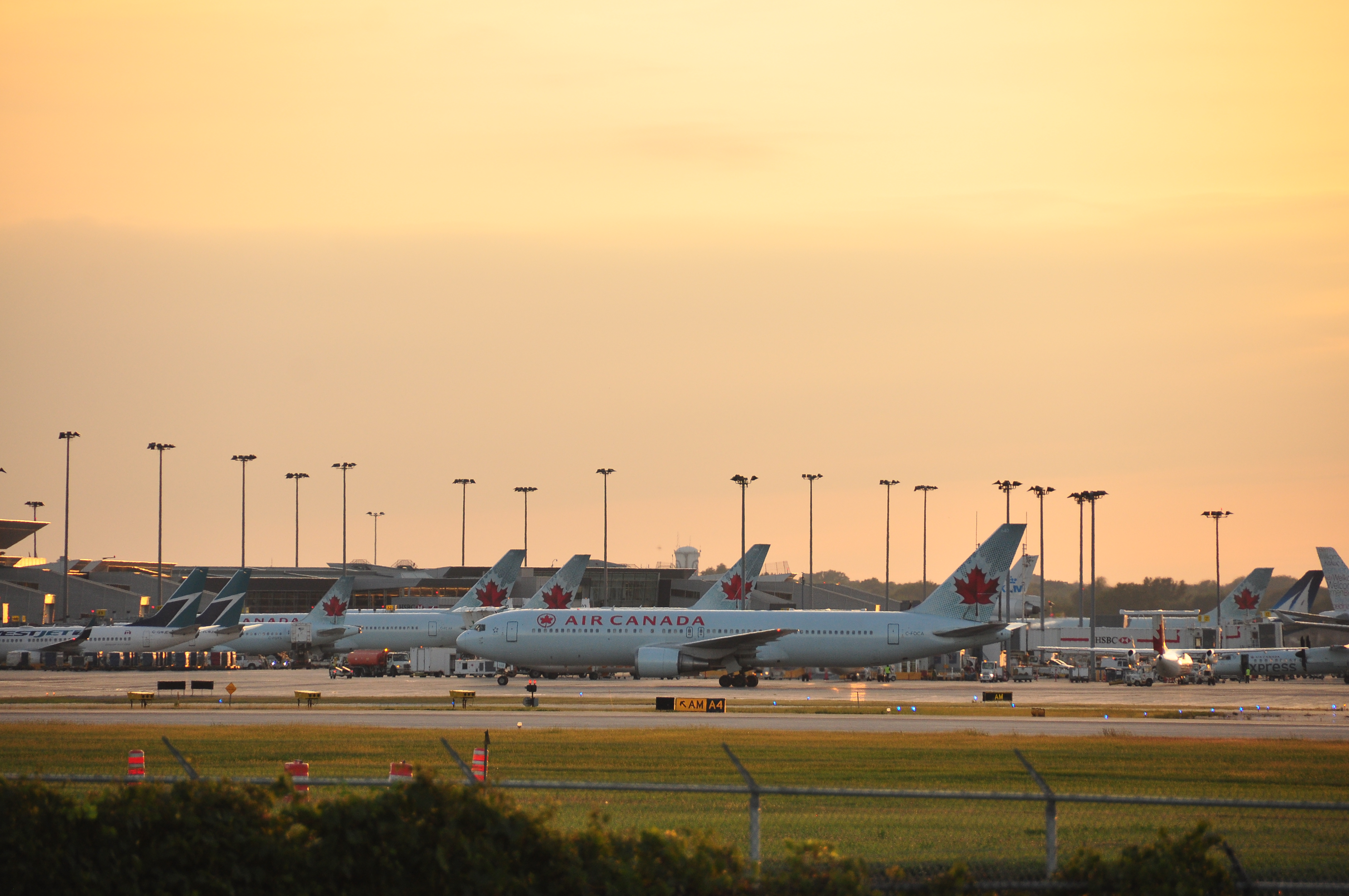
Plusieurs avions au terminal le soir.
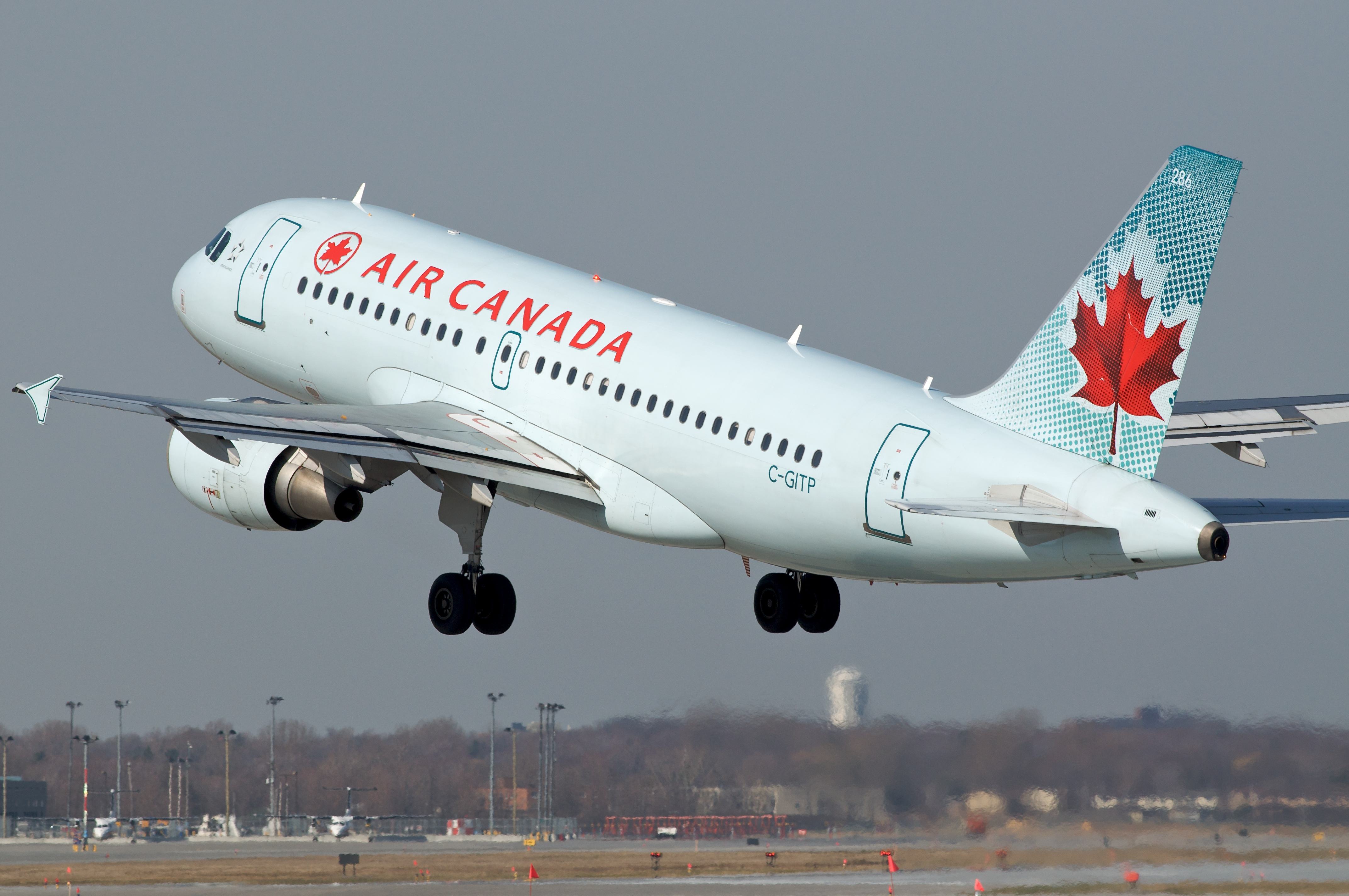
Un Airbus A319 d'Air Canada au décollage.
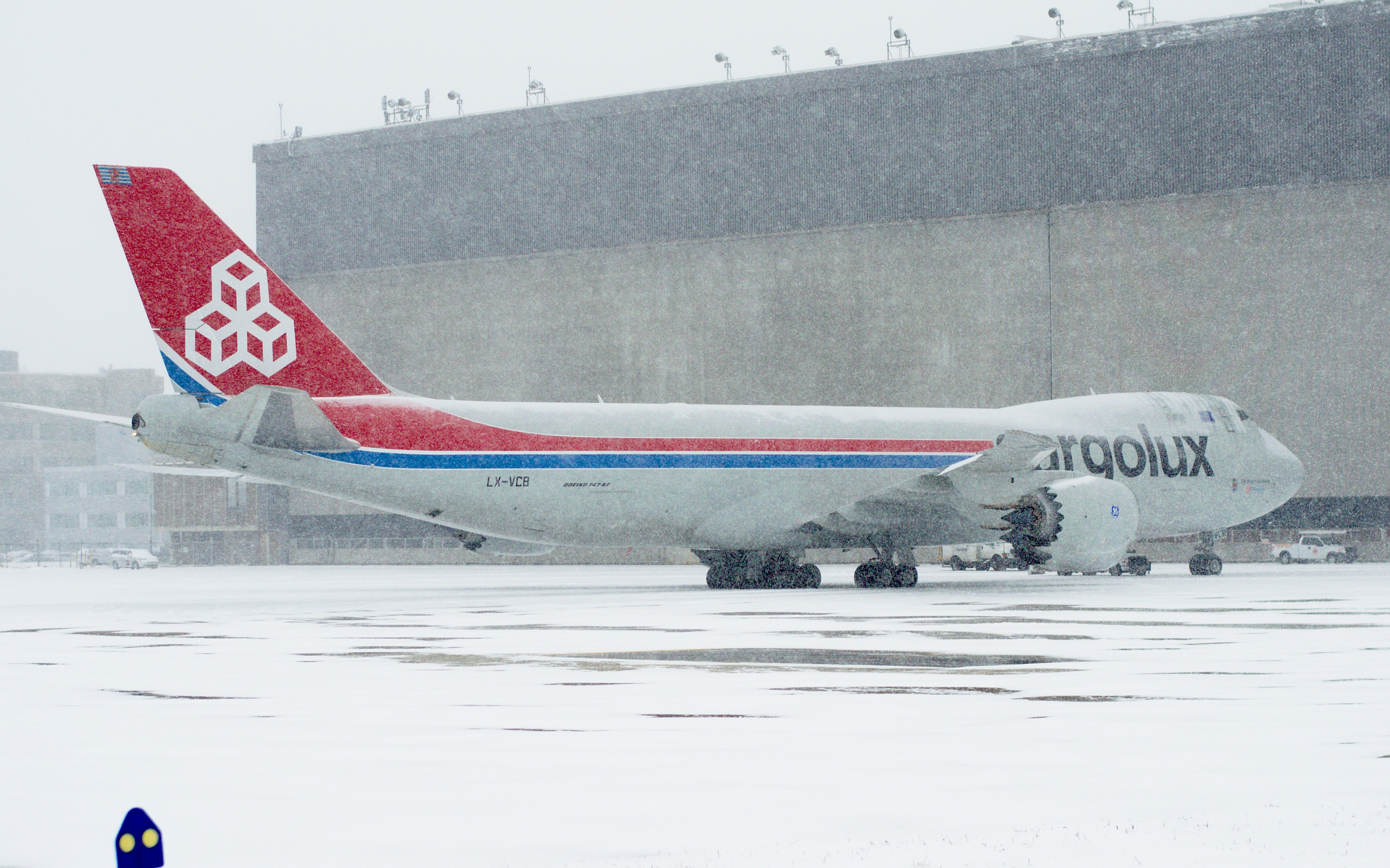
747-8 à la base d'Air Canada en 2013.
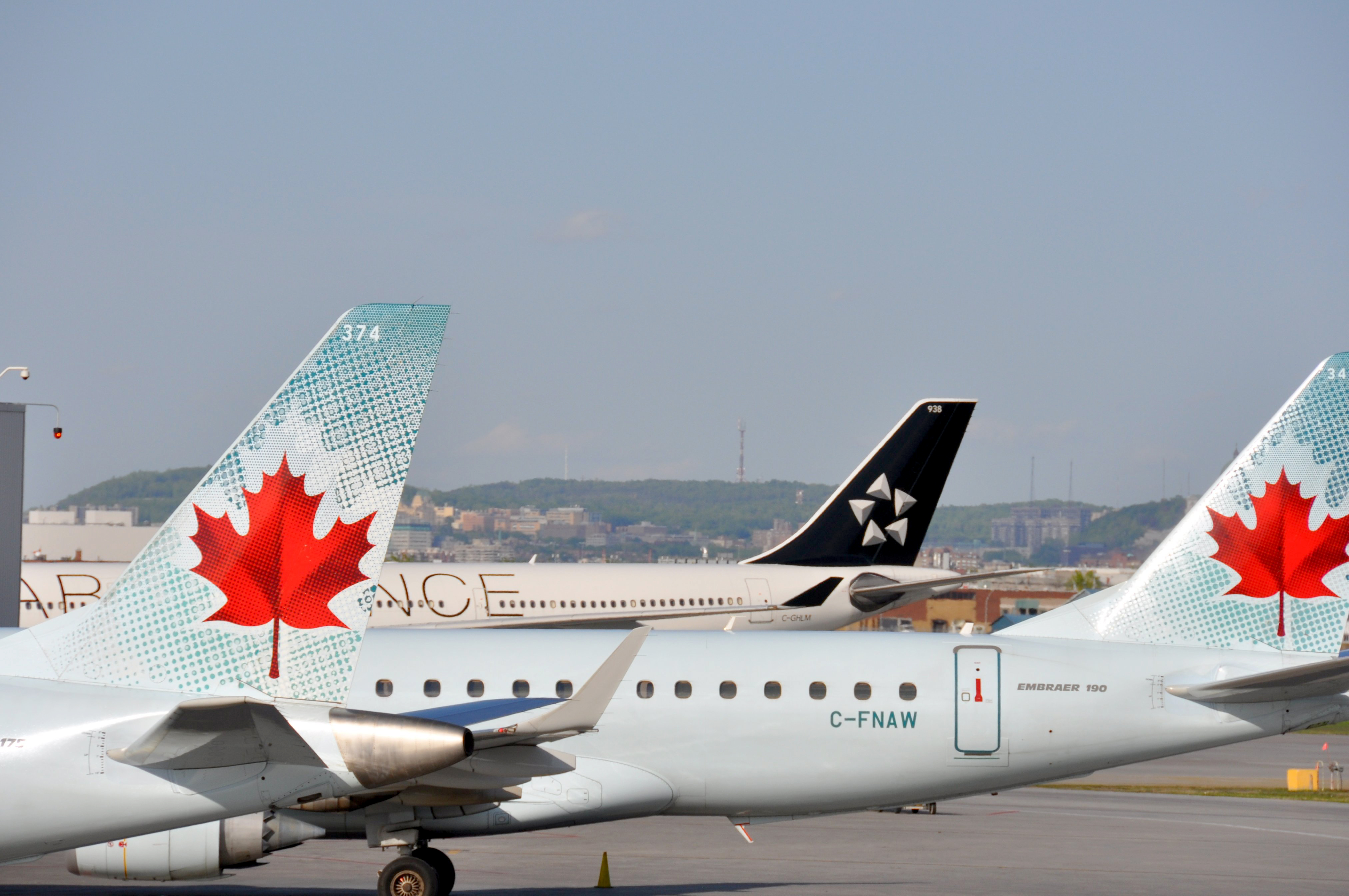
Flotte d'Air Canada à Montréal-Trudeau.
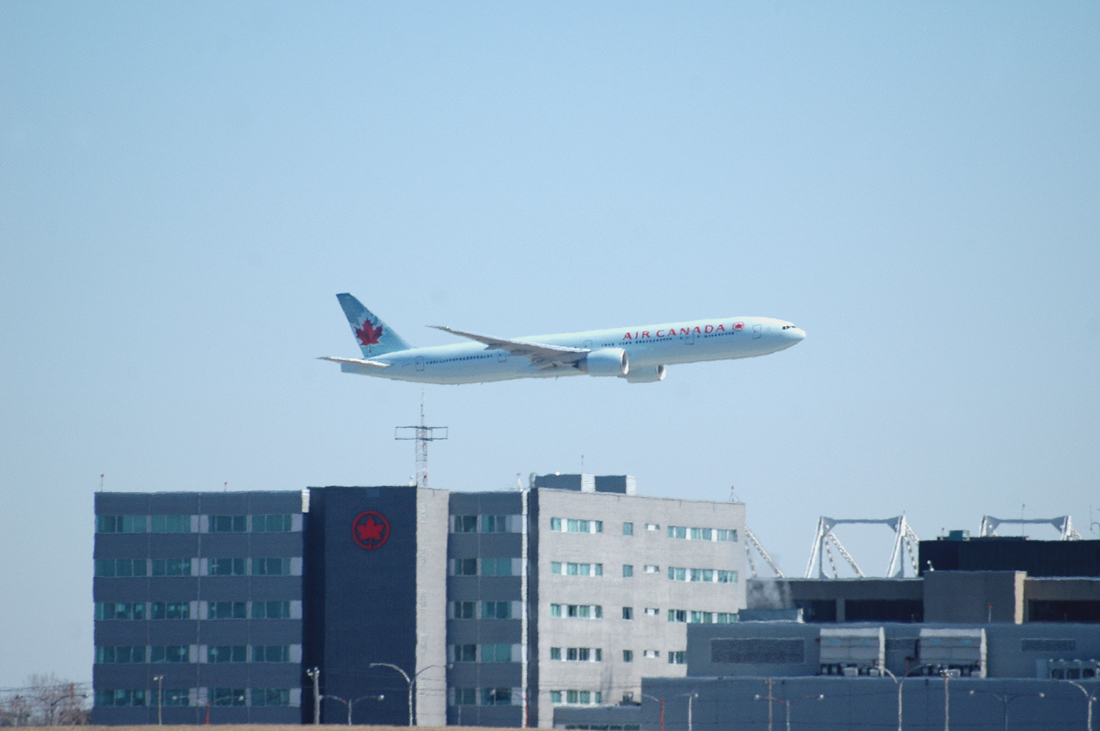
Siège social d'Air Canada à Montréal-Trudeau.